# 延暦寺
延暦寺（えんりゃくじ、旧字体：延󠄂曆寺）は、滋賀県大津市坂本本町にある標高848メートルの比叡山全域を境内とする天台宗の総本山の寺院。山号は比叡山。本尊は薬師如来。正式には比叡山延暦寺（ひえいざんえんりゃくじ）と号する。
平安時代初期の僧・最澄（767年 - 822年）により開かれた日本天台宗の本山寺院である。住職（貫主）は天台座主と呼ばれ、末寺を統括する。横川中堂は新西国三十三箇所第18番札所で本尊は聖観音である。1994年（平成6年）には、古都京都の文化財の一部として、（1,200年の歴史と伝統が世界に高い評価を受け）ユネスコ世界文化遺産にも登録された。寺紋は天台宗菊輪宝。
比叡山、または叡山（えいざん）とも呼ばれる。このほか、興福寺を指す南都に対して北嶺（ほくれい）、園城寺を指す寺門に対して山門の異称もある。

## 概要
最澄の開創以来、高野山金剛峯寺と並んで平安仏教の中心寺院であった。天台法華の教えのほか、密教、禅（止観）、念仏も行われ仏教の総合大学の様相を呈し、平安時代には皇室や貴族の尊崇を得て大きな力を持った。特に密教による加持祈祷は平安貴族の支持を集め、真言宗の東寺の密教（東密）に対して延暦寺の密教は「台密」と呼ばれ覇を競った。
「延暦寺」とは単独の堂宇の名称ではなく、比叡山の山上から東麓にかけて位置する東塔（とうどう）、西塔（さいとう）、横川（よかわ）などの区域（これらを総称して「三塔十六谷」と称する）に所在する150ほどの堂塔の総称である。「日本仏教の礎」（佼成出版社）によれば、比叡山の寺社は最盛期は三千を越える寺社で構成されていたと記されている。
延暦7年（788年）に最澄が薬師如来を本尊とする一乗止観院という草庵を東塔北谷に建てたのが始まりである。開創時の年号をとった延暦寺という寺号が許されるのは、最澄没後の弘仁14年（823年）のことであった。
延暦寺は数々の名僧を輩出し、日本天台宗の基礎を築いた円仁、円珍、融通念仏宗の開祖良忍、浄土宗の開祖法然、浄土真宗の開祖親鸞、臨済宗の開祖栄西、曹洞宗の開祖道元、日蓮宗の開祖日蓮など、新仏教の開祖や、日本仏教史上著名な僧の多くが若い日に比叡山で修行していることから、「日本仏教の母山」とも称されている。和歌などに「我が立つ杣」や「都の不二」と詠まれてきた比叡山は文学作品にも数多く登場する。琵琶湖国定公園内にあり、1994年（平成6年）にユネスコの世界遺産に古都京都の文化財として登録された。
また、「十二年籠山行」「千日回峰行」などの厳しい修行が現代まで続けられており、日本仏教の代表的な聖地である。
なお、長野県境に近い岐阜県中津川市神坂（みさか）に最澄が弘仁8年（817年）に設けた「広済院」があったと思われる所を寺領とした「飛び地境内」がある。

## 歴史

### 前史
比叡山は『古事記』にもその名が見える山で、古代から山岳信仰の山であったと思われ、東麓の坂本にある日吉大社には、比叡山の地主神である大山咋神が祀られている。

### 最澄
最澄は俗名を三津首広野（みつのおびとひろの）といい、天平神護2年（766年）、近江国滋賀郡（現・滋賀県大津市坂本にある生源寺）に生まれた（生年は天平神護3年（767年）説もある）。15歳の宝亀11年（780年）、近江国分寺の僧・行表のもとで得度（出家）し、最澄と名乗る。
20歳の延暦4年（785年）4月6日、奈良の東大寺で受戒（正式の僧となるための戒律を授けられること）し、正式の僧となった。最澄は数ある経典の中でも法華経の教えを最高のものと考え、隋の天台大師智顗の著述になる『法華三大部』（『法華玄義』、『法華文句』、『摩訶止観』）を研究した。だが、青年最澄は思うところあって奈良の大寺院での安定した地位を求めず、同年7月中旬に郷里に近い比叡山（日枝山）に籠り、修行と経典研究に明け暮れた。
延暦7年（788年）、最澄は大和国三輪山より大物主神の分霊を比叡山に勧請して「大比叡」とし、従来の地主神大山咋神を「小比叡」としたという。そして、現在の根本中堂の位置に薬師堂・文殊堂・経蔵からなる小規模な寺院を建立し、一乗止観院と名付けた。この寺は比叡山寺とも呼ばれ、年号をとった「延暦寺」という寺号が許されるのは、最澄の没後、弘仁14年（823年）のことであった。そして、比叡山麓の坂本にある日吉社を鎮守社としている。時の桓武天皇は最澄に帰依し、天皇やその側近である和気氏の援助を受けて、比叡山寺は京都の鬼門（北東）を護る国家鎮護の道場として次第に栄えるようになった。
延暦21年（802年）、最澄は還学生（げんがくしょう、短期留学生）として、唐に渡航することが認められ、延暦23年（804年）、遣唐使船で唐に渡った。最澄は、霊地・天台山におもむき、天台大師智顗直系の道邃（どうずい）和尚から天台教学と大乗菩薩戒、行満座主から天台教学を学んだ。また、越州（紹興）の龍興寺では順暁阿闍梨より密教、翛然（しゃくねん）禅師より禅を学んだ。延暦24年（805年）、帰国した最澄は、天台宗を開いた。このように、法華経を中心に、天台教学・戒律・密教・禅の4つの思想をともに学び、日本に伝えた（四宗相承）ことが最澄の学問の特色で、延暦寺は総合大学としての性格を持つこととなった。後に延暦寺から浄土教や禅宗の宗祖を輩出した源がここにあるといえる。

### 大乗戒壇の設立
延暦25年（806年）、日本天台宗の開宗が正式に許可されるが、仏教者としての最澄が生涯かけて果たせなかった念願は、比叡山に大乗戒壇を設立することであった。大乗戒壇を設立するとは、すなわち奈良の旧仏教から完全に独立し、延暦寺において独自に僧を養成することができるということである。
最澄の説く天台の思想は「一向大乗」すなわち、全ての者が菩薩であり、成仏（悟りを開く）することができるというもので、奈良の旧仏教の思想とは相容れなかった。当時の日本では僧の地位は国家に認められたものであり、国家公認の僧となるための儀式を行う「戒壇」は日本に3箇所（奈良・東大寺、筑紫・観世音寺、下野国・薬師寺）しか存在しなかったため、天台宗が独自に僧の養成をすることはできなかったのである。最澄は自らの仏教理念を示した『山家学生式』（さんげがくしょうしき）の中で、比叡山で得度（出家）した者は12年間山を下りずに籠山修行に専念させ、修行の終わった者はその適性に応じて、比叡山で後進の指導に当たらせ、あるいは日本各地で仏教界のリーダーとして活動させたいと主張した。
だが最澄の主張は、奈良の旧仏教（南都）から非常に激しい反発を受けた。南都からの反発に対し、最澄は『顕戒論』により反論し、各地で活動しながら大乗戒壇設立を訴え続けた。
大乗戒壇の設立は、弘仁13年（822年）、最澄の死後7日目にしてようやく許可された。このことが重要なきっかけとなって、後に延暦寺は日本仏教の中心的地位に就くこととなる。弘仁14年（823年）、比叡山寺は「延暦寺」の勅額を授かった。延暦寺は徐々に仏教教学における権威となり、南都に対するものとして北嶺と呼ばれるようになった。なお、最澄の死後、義真が最初の天台座主になった。

### 名僧の輩出と園城寺との対立
大乗戒壇設立後の比叡山は、日本仏教史に残る数々の名僧を輩出した。円仁（慈覚大師、794年 - 864年）と円珍（智証大師、814年 - 891年）はどちらも唐に留学して多くの仏典を持ち帰り、比叡山の密教の発展に尽くした。また、円澄は西塔を、円仁は横川を開き、10世紀頃、現在みられる延暦寺の姿ができあがった。
なお、比叡山の僧は後に円仁派と円珍派に分かれて激しく対立するようになった。正暦4年（993年）、円仁派はかつて円珍が住し、円珍派の根拠地となっていた千手院（山王院）などの堂舎を打ち壊すと、円珍派の僧約千人を追放処分にした。すると、円珍派の僧達は山を下りて延暦寺の別院であった園城寺（三井寺）に入り、延暦寺から独立した。以後、延暦寺の円仁派は山門（山門派）と呼ばれ、園城寺の円珍派は寺門（寺門派）と呼ばれ、対立・抗争を繰り返した。こうした抗争に参加し、武装化した法師の中から自然と僧兵が現われてきたのである。

延暦寺による園城寺への攻撃、焼き討ちはすさまじく、中世末期までに園城寺は全焼7回を含む大規模なものだけで10回、小規模なものまで含めると50回にも上るという。
平安時代から鎌倉時代にかけて延暦寺から多くの名僧が出ている。円仁、円珍の後には「元三大師」の別名で知られる良源（慈恵大師）は延暦寺中興の祖として知られ、火災で焼失した堂塔伽藍の再建、寺内の規律維持、学業の発展に尽くした。また、『往生要集』を著し、浄土教の基礎を築いた恵心僧都源信や融通念仏宗の開祖・良忍も現れた。平安末期から鎌倉時代にかけては、いわゆる鎌倉仏教の祖師たちが比叡山を母体として独自の教えを開いていった。その一方で、当時の比叡山からすれば法然の専修念仏思想などは「異端」であったため、念仏停止を要求するなどの対抗措置・圧力をかけたり、武力衝突（嘉禄の法難）も起きている。
比叡山で修行した著名な僧としては以下の人物が挙げられる。
- 良源（慈恵大師、元三大師　912年 - 985年）比叡山中興の祖。
- 源信（恵心僧都、942年 - 1016年）『往生要集』の著者。
- 良忍（聖応大師、1072年 - 1132年）融通念仏宗の開祖。
- 法然（円光大師、1133年 - 1212年）日本の浄土宗の開祖。
- 栄西（千光国師、1141年 - 1215年）日本の臨済宗の開祖。
- 慈円（慈鎮和尚、1155年 - 1225年）歴史書「愚管抄」の作者。天台座主。
- 親鸞（見真大師、1173年 - 1262年）浄土真宗の開祖。
- 道元（承陽大師、1200年 - 1253年）日本の曹洞宗の開祖。
- 日蓮（立正大師、1222年 - 1282年）日蓮宗の開祖。

### 武装化
延暦寺の武力は年を追うごとに強まり、強大な権力で院政を行った白河法皇ですら「賀茂河の水、双六の賽、山法師、是ぞわが心にかなわぬもの」と言っている。山は当時、一般的には比叡山のことであり、山法師とは延暦寺の僧兵のことである。つまり朝威をもってしても制御できないものと例えられたのである。延暦寺は自らの意に沿わぬことが起こると、僧兵たちが鎮守社の日吉社にある神輿（当時は神仏混交であり、神と仏は同一であった）を奉じ、強訴という手段で時の権力者に対し自らの主張を通していた。
また、祇園感神院（現・八坂神社）は当初は興福寺の配下であったが、10世紀末の抗争により延暦寺の末寺とされた。同時期、北野社も延暦寺の配下に入っていた。延久2年（1070年）には祇園感神院は鴨川西岸の広大な地域を「境内」として認められ、朝廷から「不入権」を認められた。
このように、延暦寺はその権威に伴う武力があり、また物資の流通を握ることによって財力も保有し、時の権力者をも無視できる一種の独立国のような状態（近年はその状態を「寺社勢力」と呼ぶ）であった。延暦寺の僧兵の力は興福寺と並び称せられ、南都北嶺と恐れられた。
延暦寺の勢力は貴族に取って代わる力を付けた武家政権をも脅かした。従来、後白河法皇による平氏政権打倒の企てと考えられていた鹿ケ谷の陰謀の一因として、後白河法皇が仏罰を危惧して渋る平清盛に延暦寺攻撃を命じたために、清盛がこれを回避するために命令に加担した院近臣を捕らえたとする説（下向井龍彦・河内祥輔説）が唱えられ、建久2年（1191年）には、延暦寺の大衆が鎌倉幕府創業の功臣・佐々木定綱の処罰を朝廷及び源頼朝に要求し、最終的に頼朝がこれに屈服して定綱が配流されるという事件が起きている（建久二年の強訴）。

### 武家との確執
建武3年（1336年）には足利尊氏と戦うために後醍醐天皇が延暦寺に立て籠もっている。その際、延暦寺は天皇方に味方している。
初めて延暦寺を制圧しようとした権力者は、室町幕府第六代将軍の足利義教である。義教は将軍就任前は義円と名乗り、天台座主として比叡山の長であったが、還俗し、将軍就任後は比叡山と対立した。
永享7年（1435年）、度重なる比叡山制圧の機会にことごとく和議を諸大名から薦められ、制圧に失敗していた足利義教は、謀略により延暦寺の有力僧を誘い出して斬首した。これに反発した延暦寺の僧侶たちは、根本中堂に立て籠って義教を激しく非難した。しかし、義教の姿勢は変わらず、絶望した僧侶たちは2月に根本中堂に火を放って焼身自殺した（永享の山門騒乱）。当時の有力者の日記には「山門惣持院炎上」（満済准后日記）などと記載されており、根本中堂の他にもいくつかの寺院が全焼あるいは半焼したと思われる。また、「本尊薬師三体焼了」（大乗院日記目録）の記述の通り、このときに円珍以来の本尊もほぼ全てが焼失している。同年8月、義教は焼失した根本中堂の再建を命じ、諸国に段銭を課して数年のうちに竣工させた。
嘉吉3年（1443年）に南朝復興を目指す後南朝の日野氏などが京都の御所から三種の神器のうちの剣璽の二つを奪う禁闕の変が起こると、一味は根本中堂に立て籠り、朝廷から追討令が出たことにより幕府軍や僧兵により討たれる事件が起きている。
宝徳2年（1450年）5月16日に、わずかに焼け残っていた本尊の一部から新しく本尊を彫り直し、根本中堂に安置している。
なお、義教は延暦寺の制圧に成功したが、義教が嘉吉の乱で殺害されると延暦寺は再び武装化し、数千人の僧兵軍団を強大化させ、以前のように独立国状態に戻った。
戦国時代に入っても延暦寺は独立国状態を維持していたが、明応8年（1499年）、管領細川政元が、対立する前将軍足利義稙の入京と、それに呼応しようとした延暦寺を攻めて焼き討ちを行った。これによって根本中堂・大講堂・常行堂・法華堂・延命院・四王院・経蔵・鐘楼などの山上の主要伽藍が焼かれた。
その後、復興した延暦寺であるが、戦国時代末期に織田信長が京都周辺を制圧し、浅井長政・朝倉義景らと対立すると延暦寺は浅井・朝倉連合軍を比叡山に匿うなど信長に敵対する行動をとった。元亀2年（1571年）、信長は自らに敵対する延暦寺とその僧兵4千人に対し、自らの味方になるか、それが嫌なら織田方、浅井・朝倉方どちらにも付かず中立の立場をとるように再三通達を行ったが、延暦寺は断固拒否した。それを受け、信長は自らに味方する園城寺に本陣を置いて9月12日、延暦寺を取り囲み焼き討ちを行った。これにより延暦寺や日吉社の堂塔はことごとく炎上し、多くの僧兵や僧侶が殺害された。この事件については、京から比叡山の炎上の光景がよく見えたこともあり、山科言継など公家や商人の日記や、イエズス会の報告などにはっきりと記されている（ただし、山科言継の日記によれば、この前年の10月15日に浅井軍と見られる兵が延暦寺西塔に放火したとあり、延暦寺は織田・浅井双方の圧迫を受けて進退窮まっていたともいわれている）。一方で発掘調査の結果、この時の焼き討ちは山上では根本中堂と大講堂くらいしか焼かれていないのではとの説もある。

### 復興
天正10年（1582年）、本能寺の変で織田信長が自害すると、早速青蓮院尊朝法親王が延暦寺の再興を朝廷や諸大名、民衆に働きかけて勧進活動を始めている。また、日吉社も生源寺行丸によって再興への動きが始められた。
天正12年（1584年）5月1日に羽柴秀吉が山門復興の許可を出すと、正覚院豪盛、施薬院全宗、観音寺詮舜、恵心院亮信ら天台僧によって再建事業が行われた。さらに、正親町天皇からも諸大名に対して延暦寺復興の勧進を募る綸旨が出されている。
東塔の根本中堂は仮堂ではあるが、天正13年（1585年）から再建が始められて天正17年（1589年）10月に完成した。そして、出羽国（現・山形県）の立石寺から灯明を移し、「不滅の法灯」も復活させている。横川の横川中堂は天正年間（1573年 - 1593年）に恵心院亮信によって再建され、慶長9年（1604年）に淀殿によって改築された。西塔の釈迦堂（転法輪堂）は、文禄4年（1595年）11月に園城寺が秀吉の怒りを買って闕所処分にされると、秀吉は園城寺の金堂（弥勒堂）を延暦寺に寄進することとし、移築されたものである。
また、秀吉によって延暦寺は1573石の寺領が寄進されている。後に徳川家康によって3427石が寄進され、延暦寺の寺領は合わせて5000石となっている。こうして延暦寺は江戸時代に入ってからは天海の働きによって再興が続けられ、各僧坊の再建も行われた。
しかし、寛永2年（1625年）に天海により江戸の鬼門鎮護の目的で上野に東叡山寛永寺が建立されると、天台宗の宗務の実権は寛永寺に移された。その一方で、寛永19年（1642年）には徳川家光によって本格的な根本中堂の再建がなされている。
延宝9年（1681年）、神仏習合や山王神道（山王一実神道）を改めようとする動きが日吉社から出て延暦寺と争いになるが、貞享元年（1684年）に日吉社は論争に敗れた。翌貞享2年（1685年）に延暦寺は日吉社に山王神道を守るようにと厳命し、日吉社に受諾させている。

### 近代
1868年（明治元年）に神仏分離令が出されると、延暦寺の鎮守社であった日吉社は独立して日吉大社と名称を改めたばかりでなく、境内にあった仏像や仏具を全て処分して仏教色を排した。この日吉大社の過激な動きは廃仏毀釈が全国の寺社に波及していくきっかけとなった。
こうして延暦寺の威勢は衰えたかに見えたが、慶応4年（1868年）に江戸で行われた上野戦争によって寛永寺が大打撃を受けたこともあり、延暦寺が天台宗の宗務を行うこととなり、再び天台宗の総本山としての威厳を取り戻している。
1934年（昭和9年）9月21日、室戸台風の暴風雨により本坊、文殊楼、無動寺、大剰寺、山麓の宿院などが倒壊する被害を受ける。山内の老樹も多数倒木となった。
1943年（昭和18年）、玉体安穏・敵国降伏の祈願のため金光明経による四天王合行大法を奉修。御写真の貸下げと御供料が下賜される。

### 現代
1956年（昭和31年）10月11日午前3時30分に重要文化財だった大講堂から出火、同じく重要文化財であった鐘台に類焼し、これら2棟とその他の堂舎が全焼。阿弥陀如来像など仏像21体も焼失した。原因は山上事務所受付係の男による放火。
1975年（昭和50年）5月26日、第26回全国植樹祭のために来県した天皇、皇后が行幸啓。
1987年（昭和62年）8月3日、8月4日両日、比叡山開創1200年を記念して天台座主山田恵諦の呼びかけで世界の宗教指導者が比叡山に集い、「比叡山宗教サミット」が開催された。その後も毎年8月、これを記念して比叡山で「世界宗教者平和の祈り」が行なわれている。
1994年（平成6年）、延暦寺は「古都京都の文化財」の一環としてユネスコの世界遺産に登録されている。
2015年（平成27年）4月24日、「琵琶湖とその水辺景観－ 祈りと暮らしの水遺産 」の構成文化財として日本遺産に認定される。

#### 延暦寺近辺への土砂の大量不法投棄
延暦寺が運営する霊園に隣接した残土処分場に、2004年以降に京都市内の建設会社の西日本開発が建設残土を大量に搬入するようになり、総量は大津市土砂条例で定められた9,900平方メートルをはるかに越えるようになった。大津市は2012年10月に当該の業者に中止命令を出すと共に、条例違反でこの業者を滋賀県警に告発したが、直後に処分地の所有者が変更され、不法投棄は継続された。土砂の崩落も相次ぐようになって負傷者も出るようになり、参拝者が危険に曝されるリスクが高まったことなどから、延暦寺と地域住民らが、滋賀県公害審査会に公害紛争処理法に基づく公害調停を申し立てることになった。この不法投棄問題で滋賀県警は、法人としての西日本開発とその男性社長を大津市土砂条例違反容疑で書類送検した。2014年7月7日に、大津市が行政代執行などで土砂崩落防止工事を実施することや、周辺の河川や水路の水質検査を2017年度まで実施することなどで調停が成立した。

#### 組織暴力団との関係
2006年4月21日、延暦寺にて指定暴力団山口組の歴代組長の法要を実施した。この件については事前に滋賀県警察から「組織の権力誇示と香典名目の資金集めに利用される」として法要の中止要請がなされていたが、延暦寺側は「これは単なる宗教の行事」として要請を拒絶し、その後、延暦寺内阿弥陀堂において法要式典の中では最高級とされる「特別永代回向」に最高幹部ら100名近い組員が参加し執り行われた。
同寺を含め全国にある約75,000の寺が所属する財団法人全日本仏教会は、約30年前の1976年、全日本仏教徒会議において「暴力団排除」の決議を行っており、また2006年3月13日には全日本仏教会理事長である安原晃が「組織暴力団の義理かけ法要への協力を止めよう」との声明を発表した直後であった。法要後、全日本仏教会は、これらの決議及び声明を無視した延暦寺側に対して遺憾の意を表明した。
後日法要が終わったのち、この式典について延暦寺法務部は報道陣に対し「次からは暴力団の法要は拒否したい」とのコメントを述べた。その後、同寺は5月18日に大津市内で「一山協議会」を開き、代表役員の執行と、6人の執行局役員全員が責任を取って総辞職した。その中で同寺は寺院関係者及び全日本仏教会への謝罪を表明しており、ホームページにおわびを掲載、宗内の約3000寺に「おわび状」を郵送している。
その後同寺は、歴代組長の家族ら少人数での位牌参拝を認めていたが、各自治体で暴力団排除条例が相次いで制定されるなど、暴力団排除への社会的気運が高まってきたことなどから、2011年に同寺は山口組に対し、参拝を止めるよう伝達し、山口組もこれを了承した。

#### 暴力事件
2016年4月、「延暦寺会館」副館長の男性僧侶が20代の修行僧ら3人に暴力をふるい、うち一人に左耳の鼓膜を破るなどの重傷を負わせた。男性僧侶は動機について「修行僧の態度にカッとなって頭に血が上り、殴ってしまった」としている。延暦寺は男性僧侶を厳重注意し、刑事告発しない方針。「厳粛に受け止め、伝統の名誉と信頼の回復に努めます」とコメントを発表した。

## 比叡山の修行

### 籠山行
山内の院や坊の住職になるためには三年間山にこもり続けなければならない。三年籠山の場合、一年目は浄土院で最澄廟の世話をする侍真（）の助手を務め、二年目は百日回峰行を、そして三年目には常行堂もしくは法華堂のいずれかで90日間修行しなければならない。常行堂で行う修行（常行三昧）は本尊・阿弥陀如来の周囲を歩き続けるもので、その間念仏を唱えることも許されるが、基本的に禅の一種である。90日間横になることは許されず、一日数時間手すりに寄りかかり仮眠をとるというものである。法華堂で行われる行は常坐三昧といわれ、ひたすら坐禅を続け、その姿勢のまま仮眠をとる。
十二年籠山行では好相行（）が義務付けられており、好相行を満行しなければ十二年籠山の許可が下りない。好相行とは浄土院の拝殿で好相が得られるまで毎日一日三千回の五体投地を行うものである。好相とは一種の神秘体験であり、経典には如来が来臨して頭を撫でるとか、五色の光が差すのが見えるという記述もある。

### 千日回峰行
7年間、1年に100日から200日、合計千日間、比叡山の山内を巡拝する回峰行。途中、堂入りという荒行を行い、これを満行した者は生身の不動明王、当行満阿闍梨と呼ばれる。千日間を満行した者は北嶺大行満大阿闍梨と呼ばれる。第二次世界大戦以降で満行した者は、2017年現在、14人。

## 境内

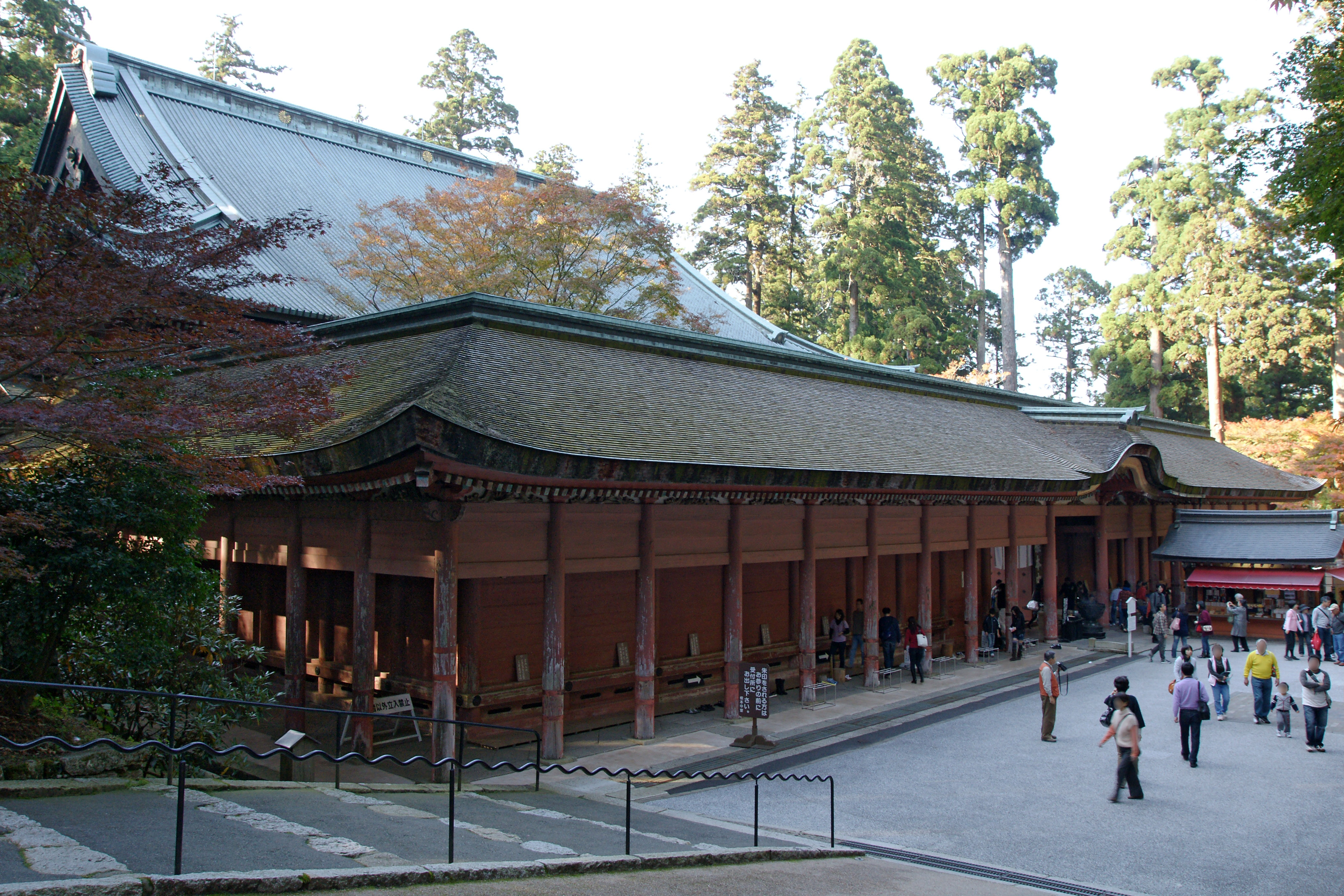
根本中堂と回廊

比叡山の山内は「東塔（とうどう）」「西塔（さいとう）」「横川（よかわ）」と呼ばれる3つの区域に分かれている。これらを総称して「三塔」と言い、さらに細分して「三塔十六谷二別所」と呼称している。このほか、滋賀県側の山麓の坂本地区には本坊の滋賀院、「里坊」と呼ばれる寺院群、比叡山とは関係の深い日吉大社などがある。境内には歴史的経緯から他宗派の管理する堂宇も存在する。
- 三塔十六谷二別所
  - 東塔 - 北谷、東谷、南谷、西谷、無動寺谷
  - 西塔 - 東谷、南谷、南尾谷、北尾谷、北谷
  - 横川 - 香芳谷、解脱谷、戒心谷、都率谷、般若谷、飯室谷
  - 別所 - 黒谷、安楽谷

### 東塔
伝教大師最澄が開いた延暦寺発祥の地であり、本堂にあたる根本中堂を中心とする区域である。
- 根本中堂（国宝） - 詳しくは「延暦寺根本中堂」を参照。最澄によって延暦7年（788年）に建立された一乗止観院の後身で、延暦寺の総本堂である。延暦寺五大堂の一つ。現在の建物は織田信長による比叡山焼き討ちの後、寛永19年（1642年）に徳川家光によって再建されたもの。1953年（昭和28年）に国宝に指定されている。入母屋造で幅37.6メートル、奥行23.9メートル、屋根高24.2メートルの大建築。土間の内陣は外陣より床が3メートルも低い、独特の構造になっている。内部には3基の厨子が置かれ、中央の厨子には最澄自作の伝承がある秘仏の本尊・薬師如来立像を安置する（開創1,200年記念の1988年（昭和63年）に開扉されたことがある）。本尊厨子前の釣灯篭に灯るのが最澄の時代から続く「不滅の法灯」である。この法灯は信長の焼き討ちで一時途絶えたが、山形県の立石寺に分灯されていたものを移して現在に伝わっているもの。中陣中央には玉座があり、その上にある勅額「傳教」は昭和天皇の宸筆である。
- 廻廊（重要文化財）
- 中門
- 伝教大師童形像
- 伝教大師像
- 文殊楼（重要文化財）[25] - 延暦寺の山門。寛文8年（1668年）の火災後の再建。二階建ての門で、階上に文殊菩薩を安置する。根本中堂の真東の丘の上に位置している。そもそもは慈覚大師円仁が唐の五台山・文殊菩薩堂に倣って創建したものである。
- 十三重石塔
- 文殊楼鐘楼 - 国連平和の鐘と呼ばれる。
- 星峯稲荷社 - 祭神：荼枳尼天
- 総持坊
- 蓮如堂 - 浄土真宗本願寺派の本願寺8世蓮如が18歳の時にここで念仏の修行をしたという。
- 八部院 - 1991年（平成3年）再建。
- 登天天満宮
- 大講堂（重要文化財） - 寛永11年（1634年）建立。もとは東麓・坂本の東照宮の讃仏堂であったものを1964年（昭和39年）に現在地に移築したもの。重要文化財だった旧大講堂は寛永19年（1642年）に完成した裳階付きの大堂だったが、1956年（昭和31年）に放火による火災で焼失した。本尊は大日如来坐像。本尊の両脇には向かって左に日蓮、道元、栄西、円珍、右に法然、親鸞、良忍、真盛、一遍の像が安置されている。いずれも若い頃延暦寺で修行した僧で、これらの肖像は関係各宗派から寄進されたものである。外陣には釈迦を始めとして仏教や天台宗ゆかりの高僧の肖像画が掲げられている。
- 鐘楼 - 開運の鐘、世界平和の鐘と呼ばれる。
- 瑞雲院
- 前唐院 - 慈恵大師良源（元三大師）の住房。
- 国宝殿 - 山内諸堂の本尊以外の仏像や絵画、工芸品、文書などを収蔵展示する。「国宝殿」という名称は、最澄が著わした『山家学生式』の中の「一隅を照らす これ則ち国宝なり」という言葉から採られたもの。
- 鎮魂塚 - 1992年（平成4年）建立。元亀2年（1571年）に織田信長によって行われた比叡山焼き討ちで亡くなった人達の供養塔。しかし、法要では焼き討ちで亡くなった人達だけではなく、織田信長などの焼き討ちを行った側の人達も併せて供養を行っている。
- 戒壇院（重要文化財） - 延宝6年（1678年）再建。僧侶に戒律を授ける場所である。本尊の釈迦牟尼仏は1987年（昭和62年）に西村公朝によって作られたもの。
- 戒壇院鐘楼
- 阿弥陀堂 - 寂光殿とも呼ばれる。1937年（昭和12年）に山口玄洞の寄進により建立。本尊は阿弥陀如来坐像。先祖回向が行われている。
- 法華総持院東塔 - 1980年（昭和55年）再建。多宝塔型の塔であるが、通常の多宝塔と異なり、上層部は平面円形ではなく方形である。下層には胎蔵界大日如来坐像、上層には仏舎利と法華経1,000部を安置する。最澄は日本全国に6か所の宝塔・六所宝塔を建てて日本を護ろうと考えた。この東塔はその総塔となる塔・近江国宝塔である。
- 灌頂堂
- 阿弥陀堂鐘楼（重要文化財）
- 山王院 - 智証大師円珍の住房。千手院や後唐院とも呼ばれる。正暦4年（993年）に円珍派（後の寺門派）が本拠地を園城寺に移す前はここが本拠地であった。
- 浄土院 - 宗祖最澄の廟があり、山内で最も神聖な場所とされている。ここには十二年籠山行に臨む侍真がおり、宗祖最澄が今も生きているかのように食事を捧げ、境内一円を落ち葉一枚残さぬように一心に掃除している。西塔地区寄りの場所に建てられているが所属は東塔である。東塔地区から歩くと約15分の所にある。
  - 伝教大師御廟（重要文化財） - 慈覚大師円仁が仁寿4年（854年）7月に最澄の亡骸をこの地に移して安置した場所。
  - 拝殿（重要文化財）
  - 庫裏
  - 唐門（重要文化財）
- 万拝堂 - 日本全国の神社仏閣の諸仏諸菩薩諸天善神を勧請し、合わせて世界に遍満する神々をも共に迎えて奉安し、祀っている。
- 一隅会館
- 寺務所
- 大黒堂 - 日本の大黒天信仰の発祥の地である。本尊は三面出世大黒天。
- 山王社（重要文化財）
- 大書院（国登録有形文化財） - 昭和天皇の即位大典記念と比叡山開創1150年の記念事業として、1928年（昭和3年）に東京赤坂山王台にあった武田五一設計の村井吉兵衛邸の一部を移築したもの。迎賓館として使用されている。
  - 庭園 - 枯山水庭園。
  - 庭門（国登録有形文化財）
- 正覚院不動 - 正覚院に祀られていた不動尊を祀る。
- 延暦寺会館 - 宿坊。かつて灌頂が行われていた正覚院の跡地に建てられている。
- 法然堂 - 正式には金勝院という。皇円の住坊で法然が得度した功徳院の跡地にある。西山浄土宗が管理している。
- 聖尊院堂（亀堂）
- 天梯権現
- 慈覚大師円仁廟

#### 無動寺谷
- 無動寺明王堂 - 根本中堂から南へ1.5キロメートルほど離れたところにある、千日回峰行の拠点である。延暦寺五大堂の一つ。不動明王と弁才天を祀っている。貞観7年（865年）、回峯行の創始者とされる相応和尚が創建した。
- 法曼院
- 護摩堂
- 宝珠院
- 大乗院
- 玉照院
- 松林院
- 無動寺弁財天社
- 白龍大明神
- 建立院
- 西尊院堂 - 坂本ケーブルケーブル延暦寺駅の近くにあり、比叡山ドライブウェイの脇にある。この附近に、太平洋戦争中の1945年（昭和20年）5月に建設が開始されたが未完成に終わった日本海軍の特攻兵器桜花の発射基地があった[26]。
- 相応和尚墓所
- 紀貫之の墓

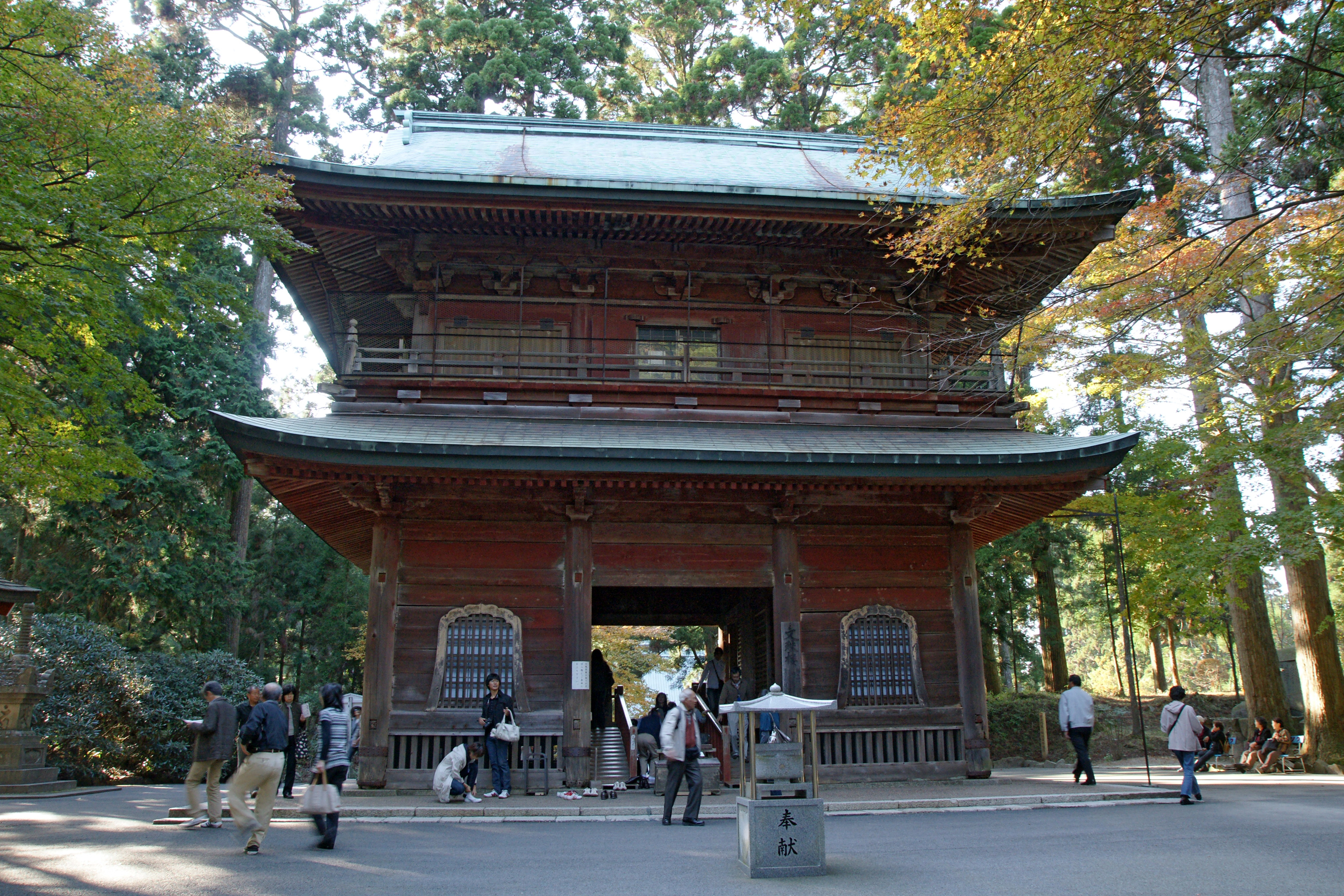
文殊楼
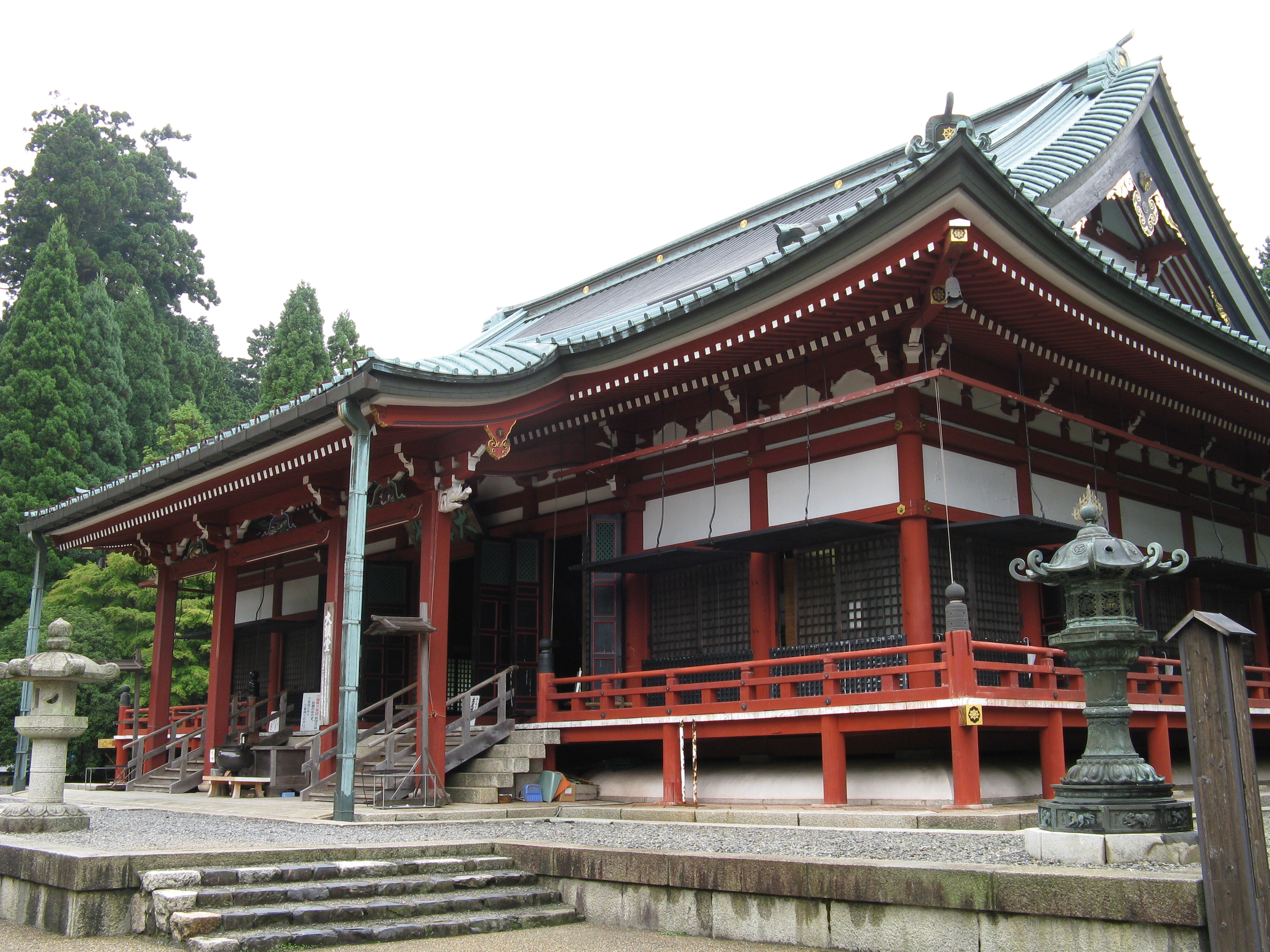
大講堂
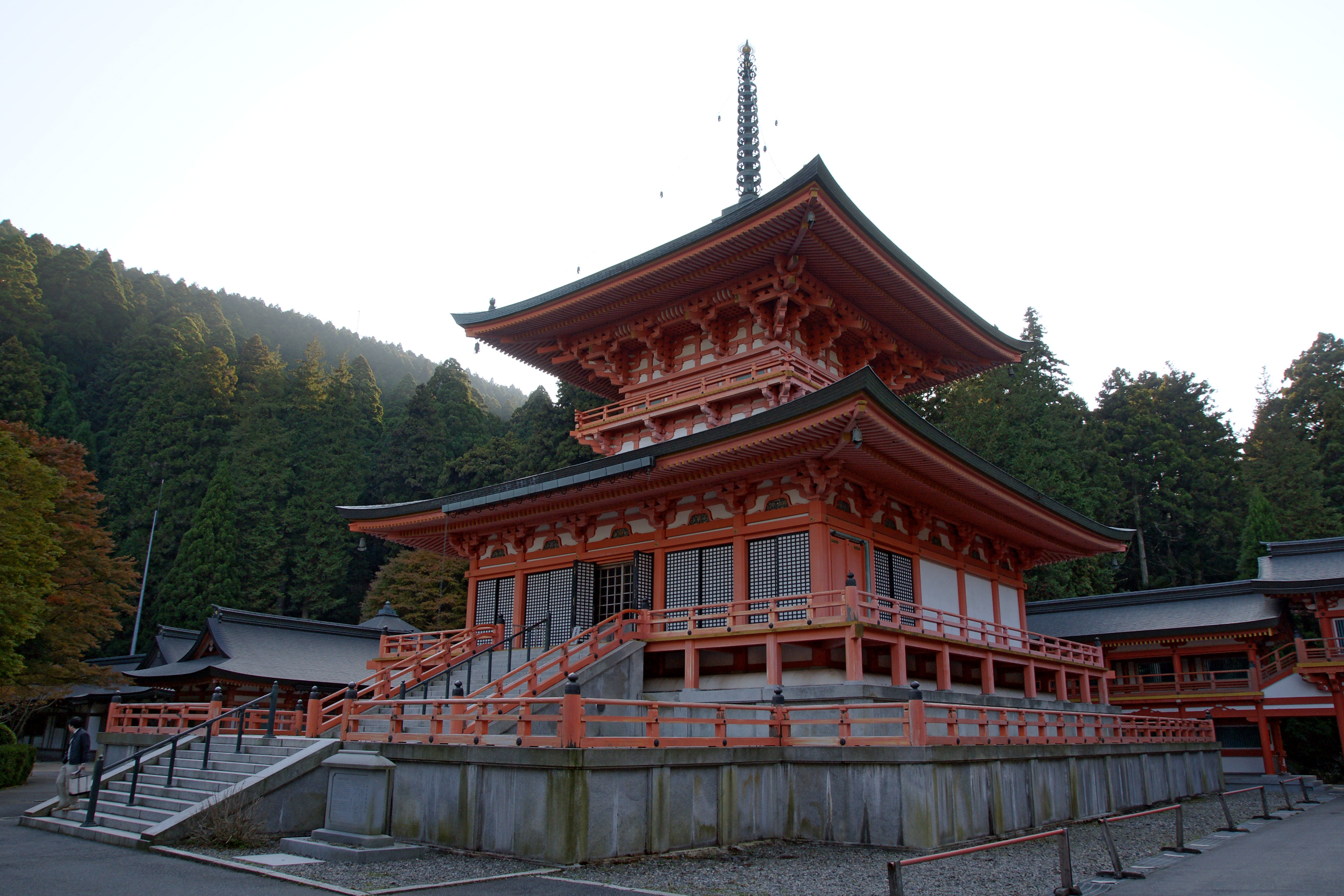
東塔
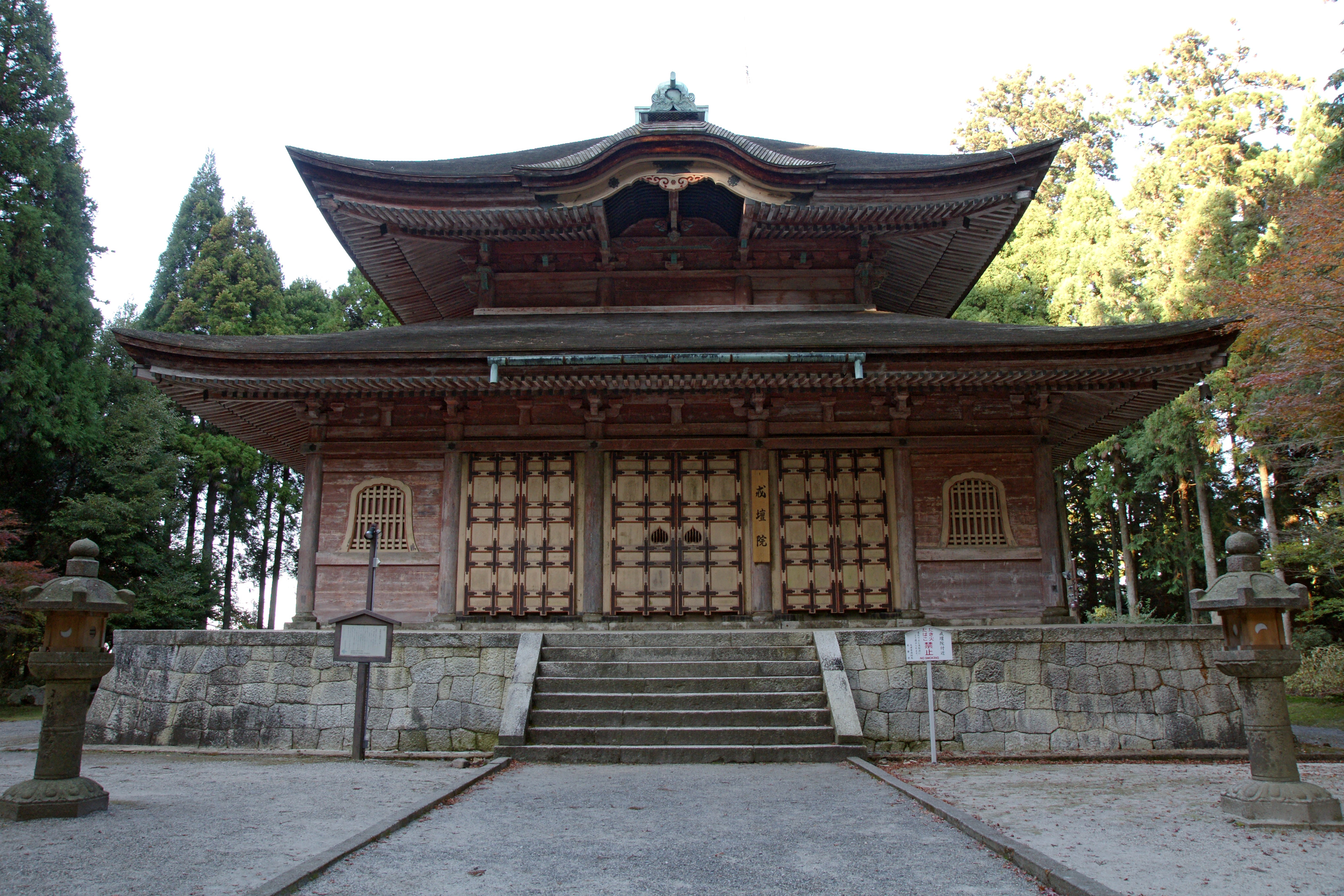
戒壇院
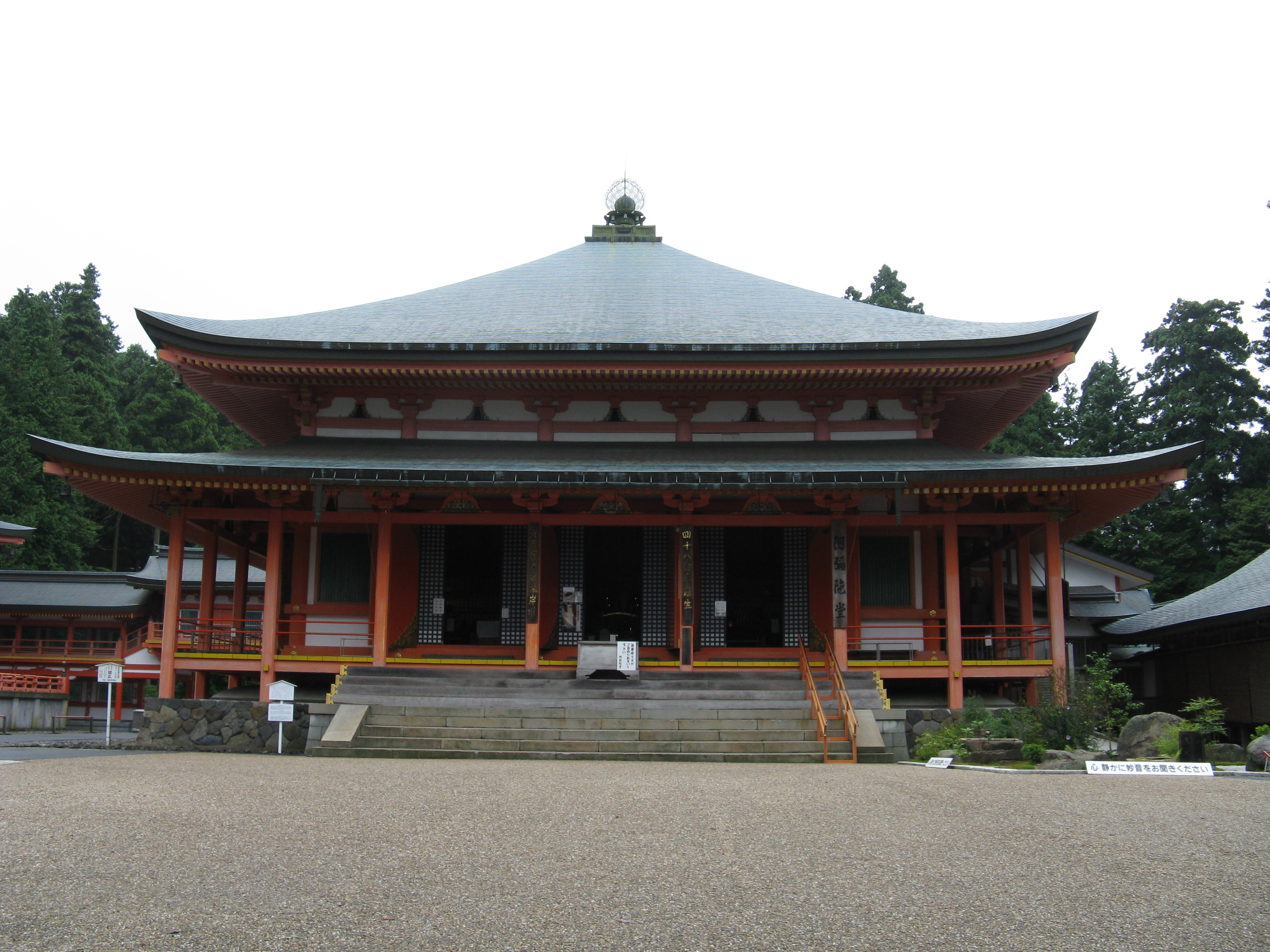
阿弥陀堂
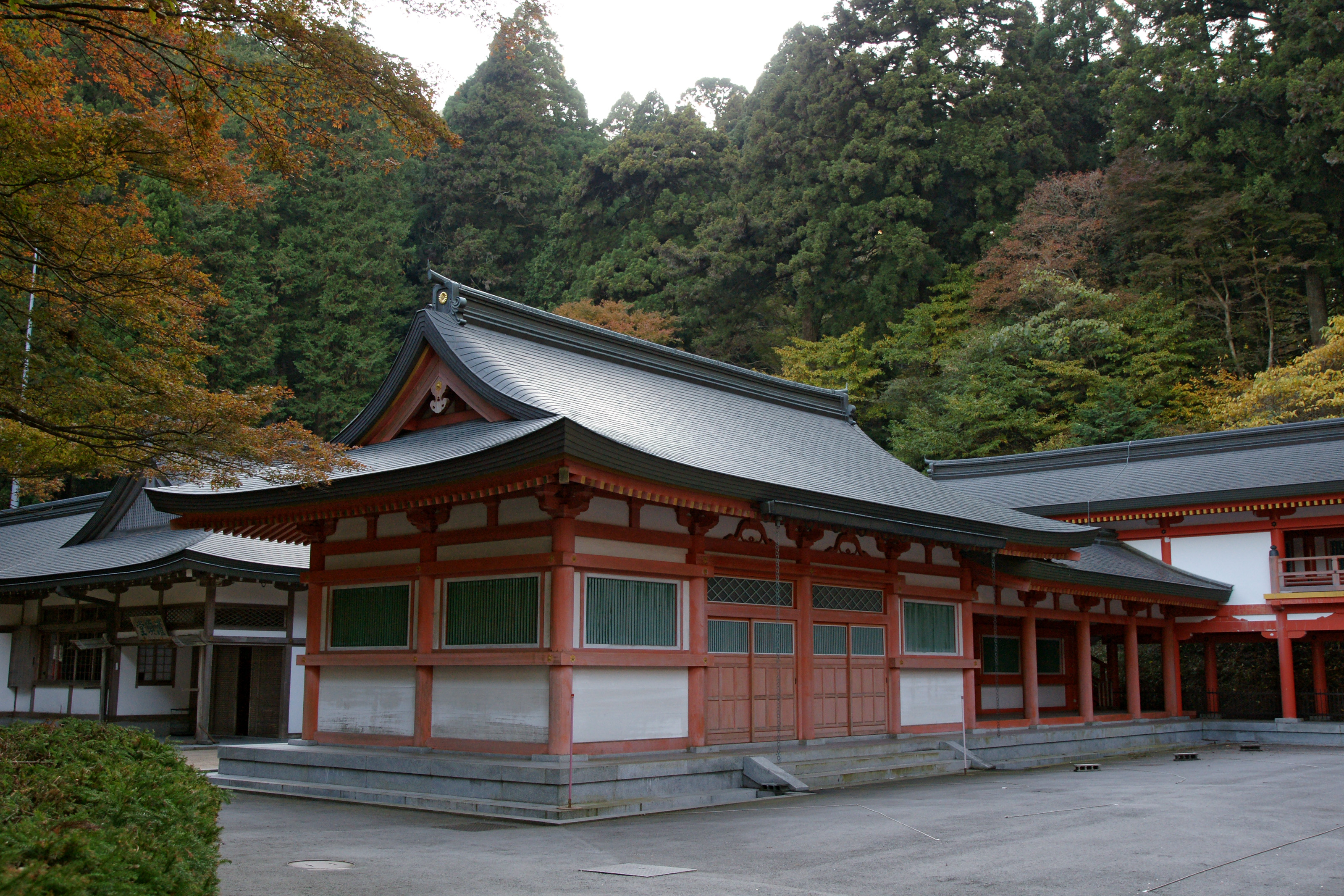
灌頂堂
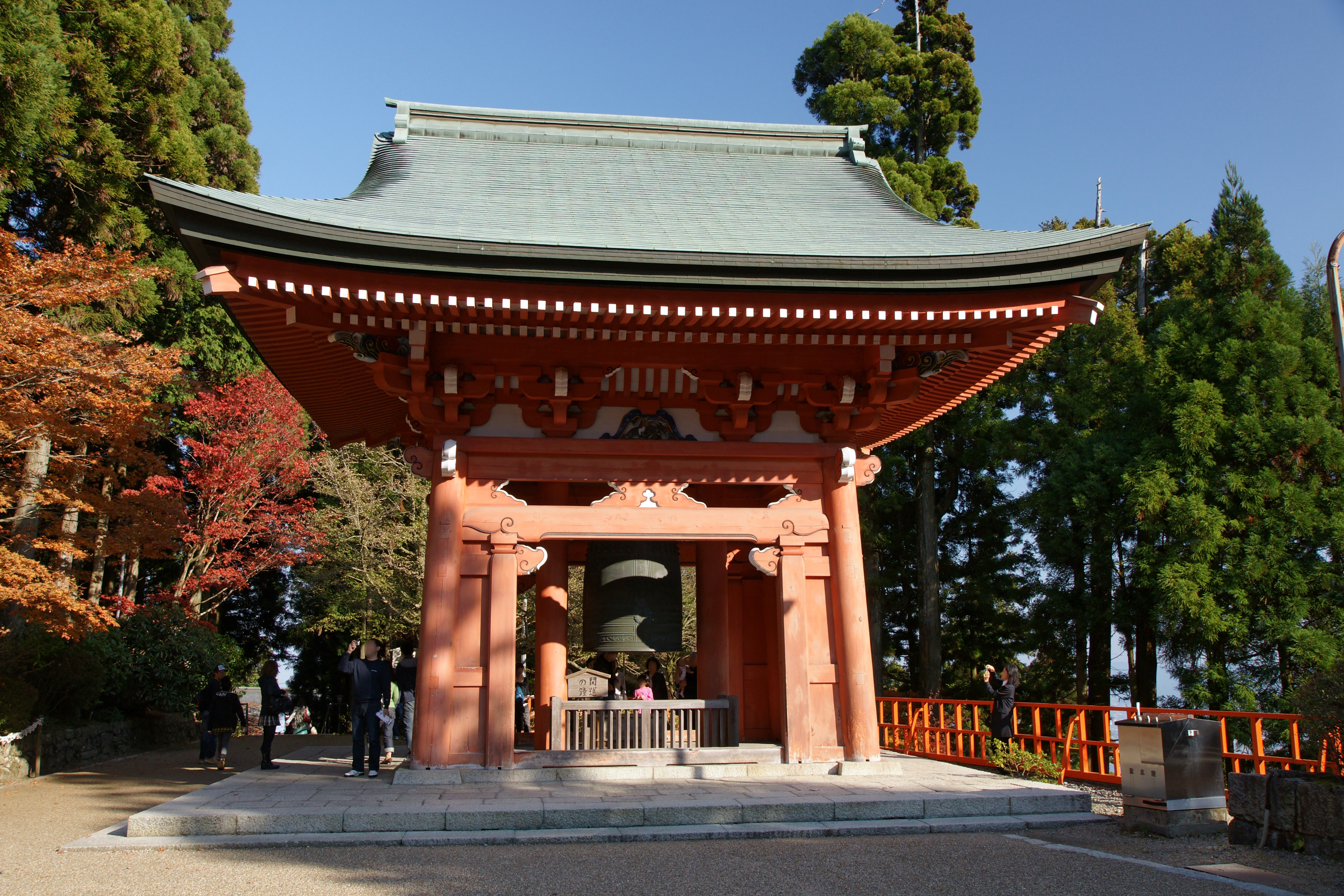
鐘楼
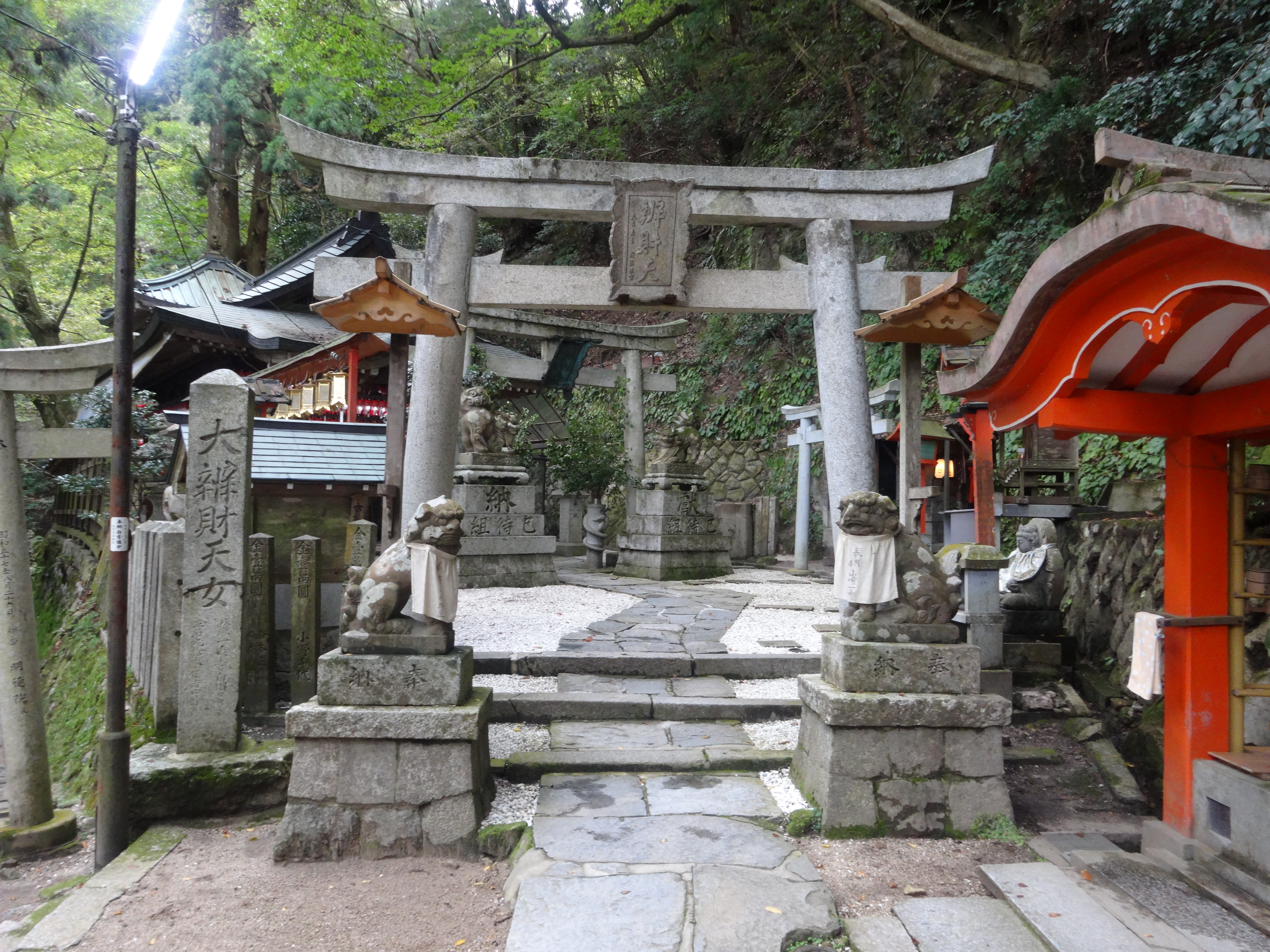
無動寺弁財天社鳥居
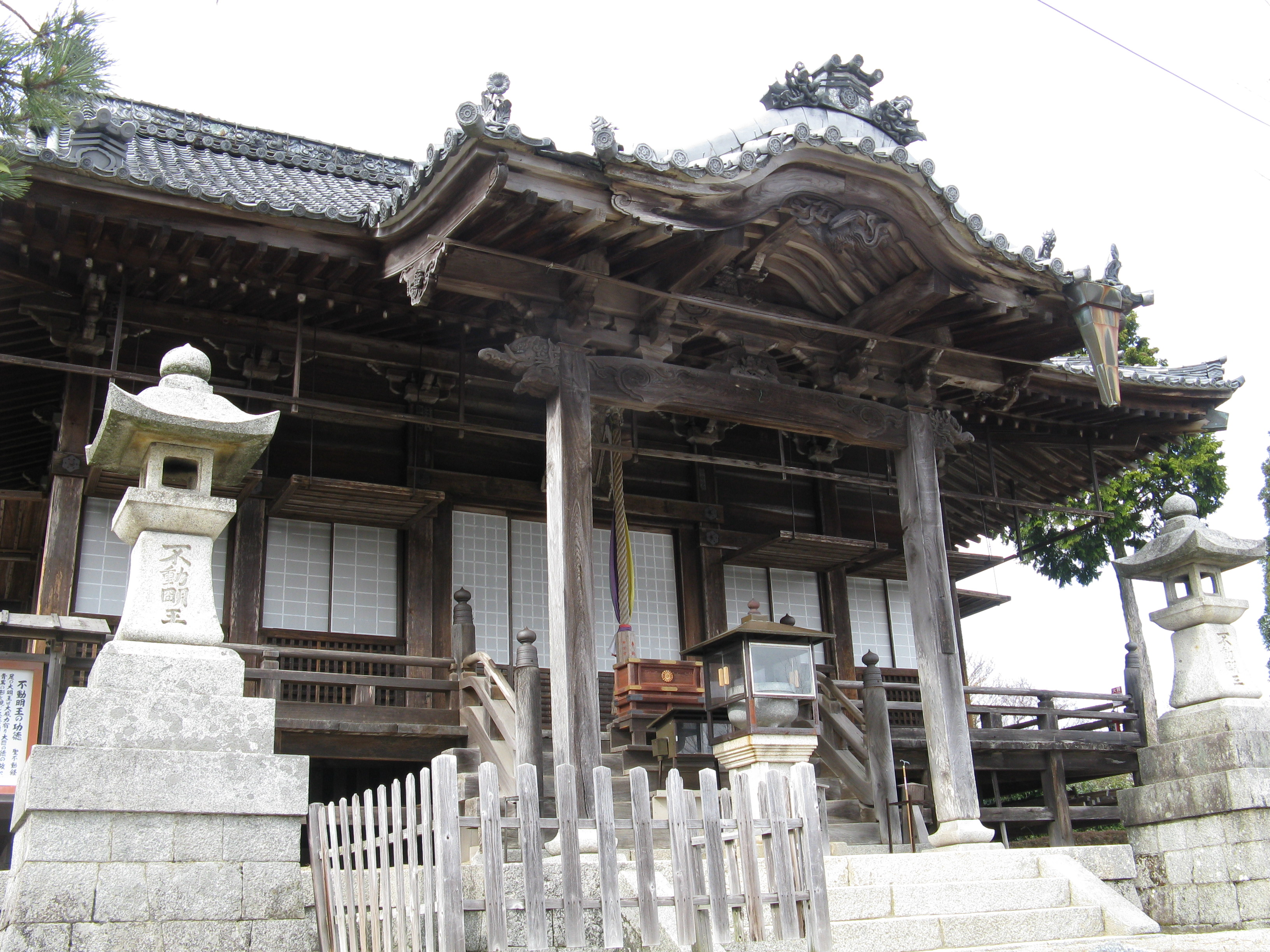
無動寺明王堂

### 西塔
第2代天台座主・寂光大師円澄が開いた地であり、本堂にあたる釈迦堂を中心とする区域である。東塔から北へ1キロメートルほどの所にある。
- 釈迦堂（転法輪堂、重要文化財） - 西塔の中心堂宇。信長による焼き討ちの後、文禄4年（1595年）、当時の園城寺弥勒堂（金堂。貞和3年（1347年）建立）を豊臣秀吉が現在地に移築させたもの。現存する延暦寺の建築では最古のもので本尊は秘仏の清凉寺式釈迦如来立像（重要文化財）。延暦寺五大堂の一つ。
- 寺務所
- 西塔鐘楼（重要文化財）
- 恵亮堂 - 大楽大師恵亮を祀る。
- 西塔政所 - 止観道場。
- 常行堂（重要文化財） - 法華堂とともに2棟の全く同形の堂が左右に並んでいる。向かって左が阿弥陀如来坐像を本尊とする常行堂。文禄4年（1595年）再建。2つの堂の間に渡り廊下を配した全体の形が天秤棒に似ているところから両堂を合わせて「にない堂」の称がある。武蔵坊弁慶が担いだという伝説がある。
- 法華堂（重要文化財） - 常行堂とともに2棟の全く同形の堂が左右に並んでいる。向かって右が普賢菩薩坐像を本尊とする法華堂。文禄4年（1595年）再建。
- 椿堂 - 伝説では聖徳太子が建立したという。
- 椿堂鐘楼
- 箕淵弁財天社
- 本覚院
- 居士林研修道場 - 一般の方々の研修道場。
- 弥勒石仏（大津市指定有形文化財） - 釈迦堂の北の山林にある。
- 相輪橖（重要文化財） - 釈迦堂の北の山林にあり、青銅製で1895年（明治28年）に再建された。この塔は六所宝塔のうちの山城国宝塔である。
- 伝教大師像
- 瑠璃堂（重要文化財） - 西塔地区から黒谷青龍寺へ行く途中に位置するが、現在は道路の崩壊により瑠璃堂で行き止まりとなっている。信長の焼き討ちをまぬがれた唯一の堂といわれる。様式上、室町時代の建築である。延暦寺では珍しく禅宗様（唐様）で建てられている。
- 黒谷青龍寺 - 西塔地区から1.5キロメートルほど離れた黒谷にある。法然が修行した場所として有名である。
- 狩籠の丘

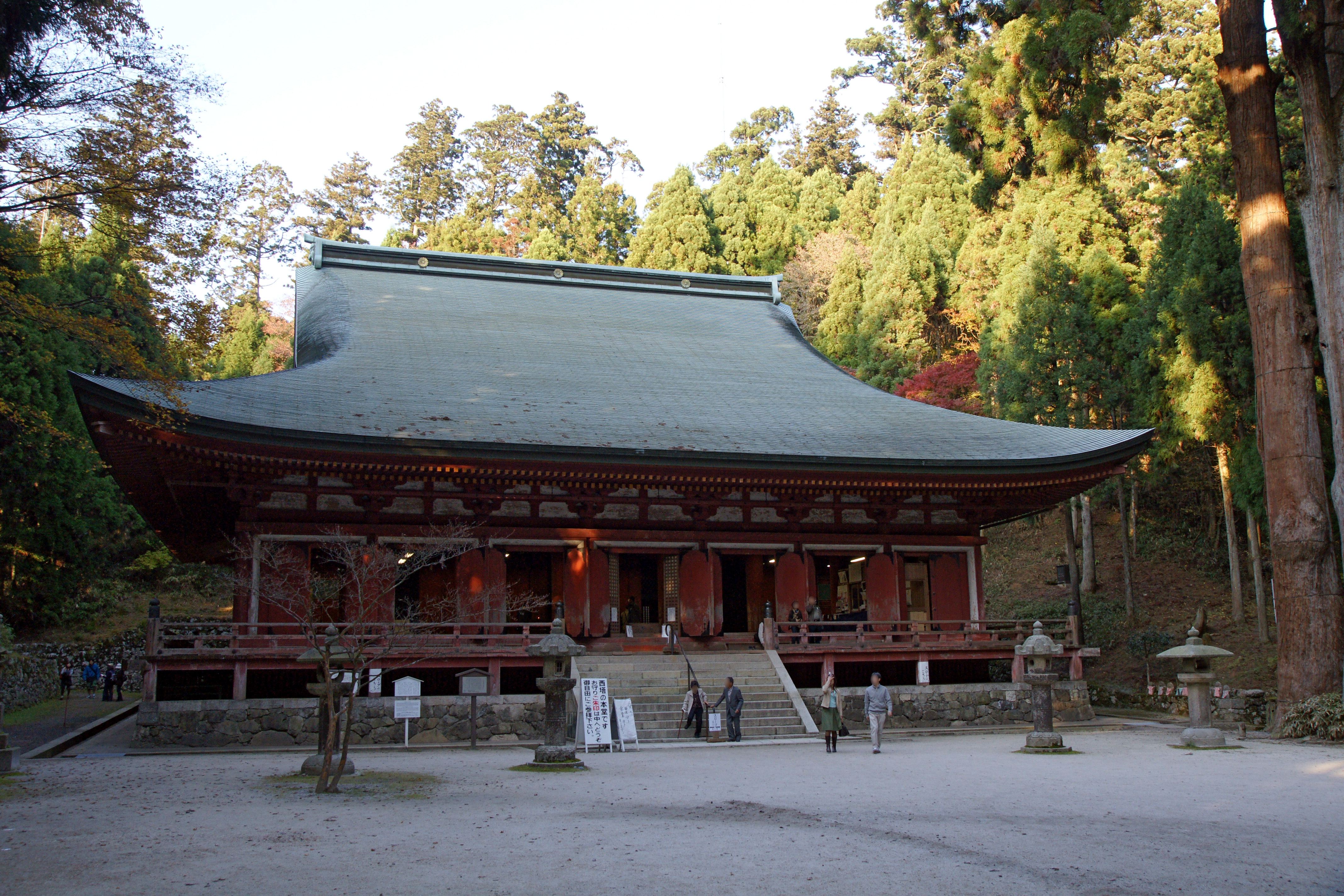
転法輪堂（釈迦堂）
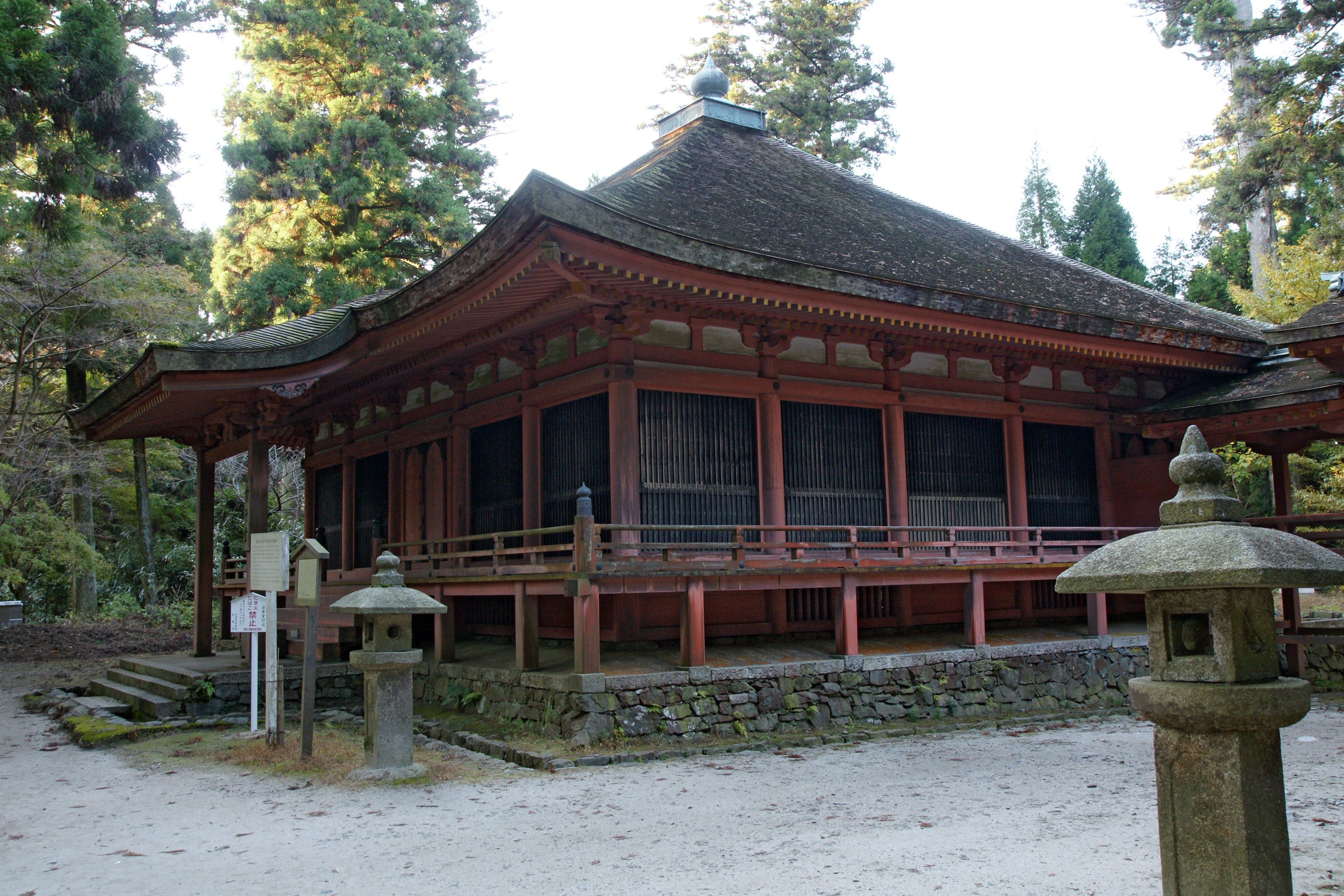
常行堂
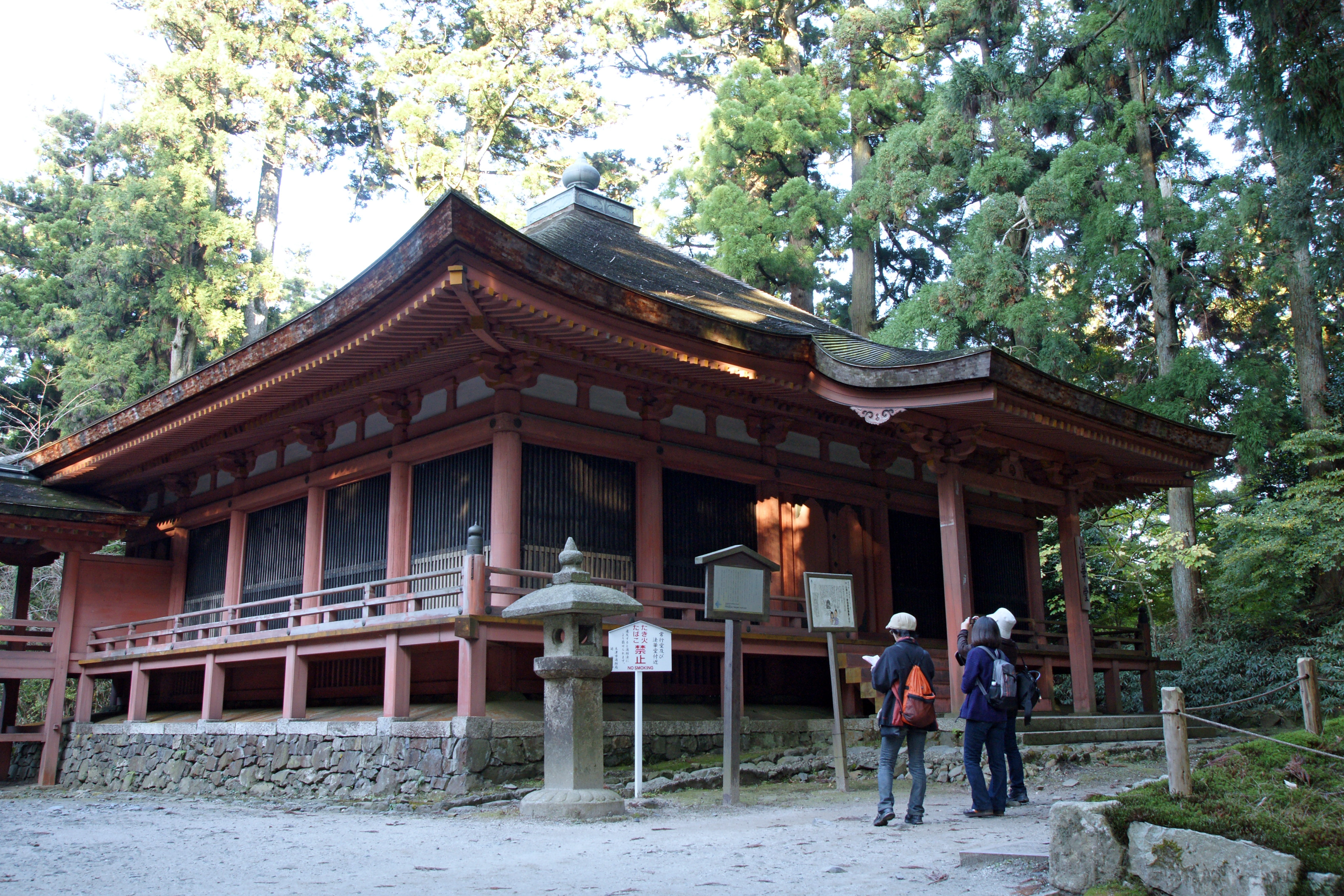
法華堂
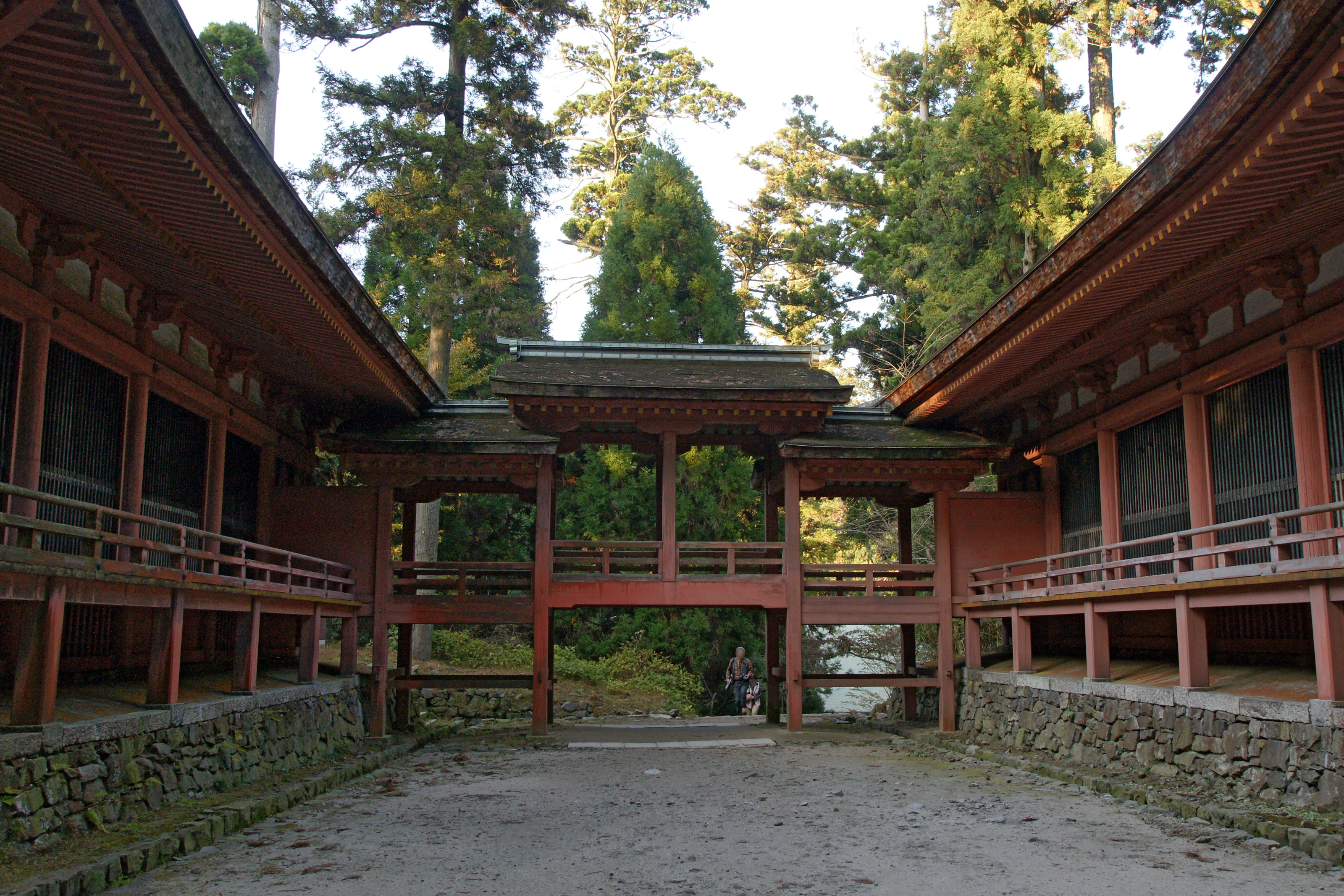
にない堂渡廊下
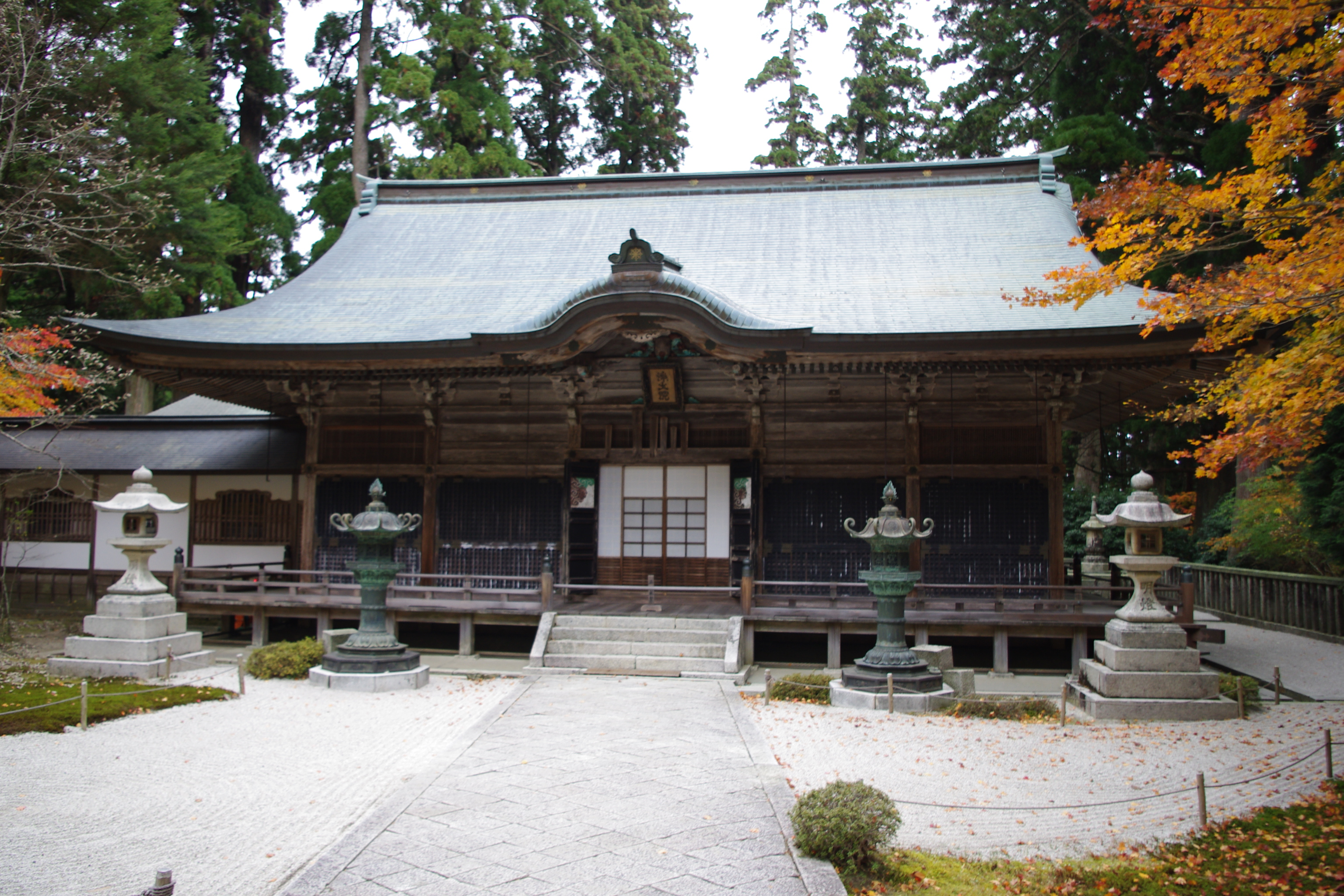
浄土院拝殿
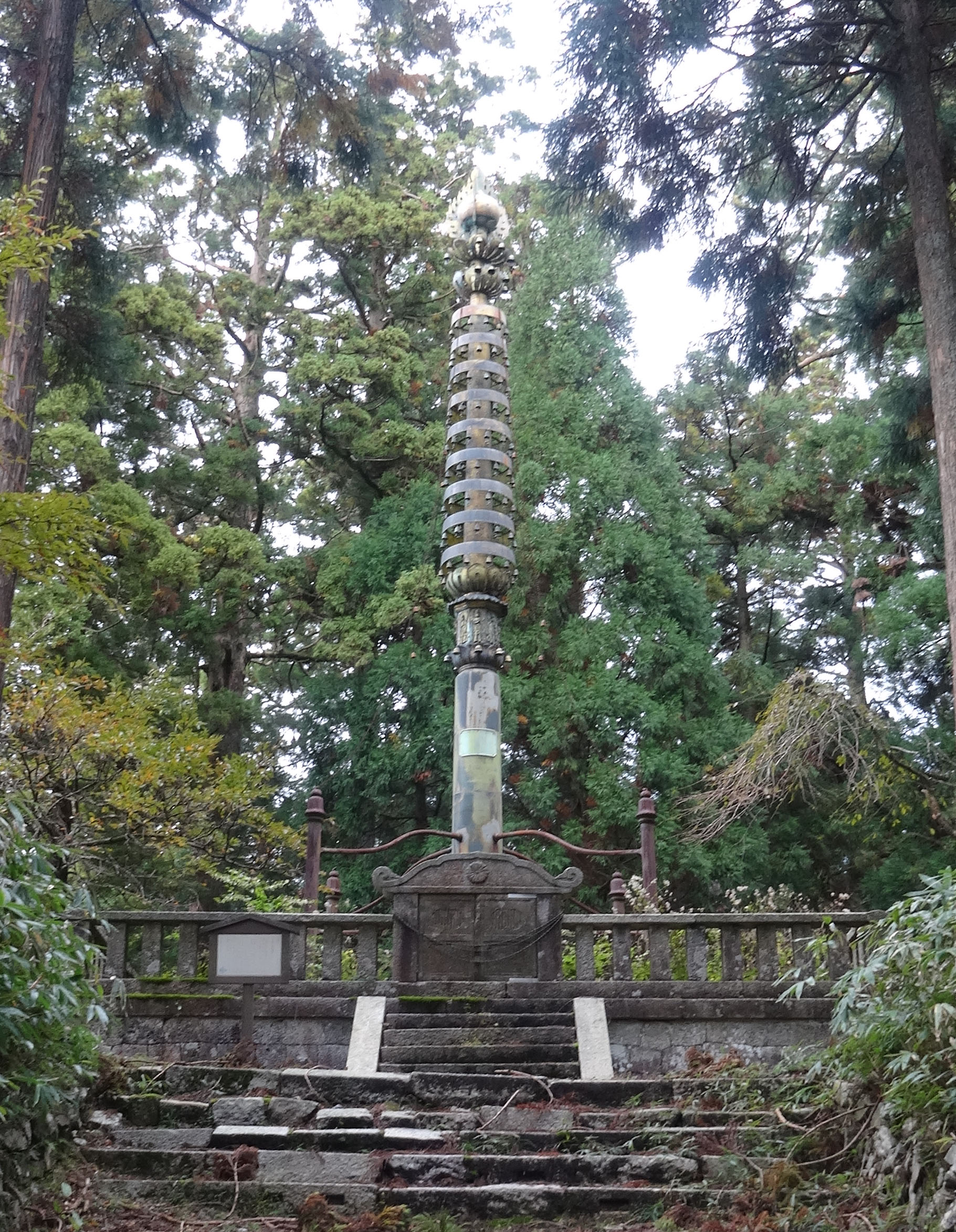
相輪橖
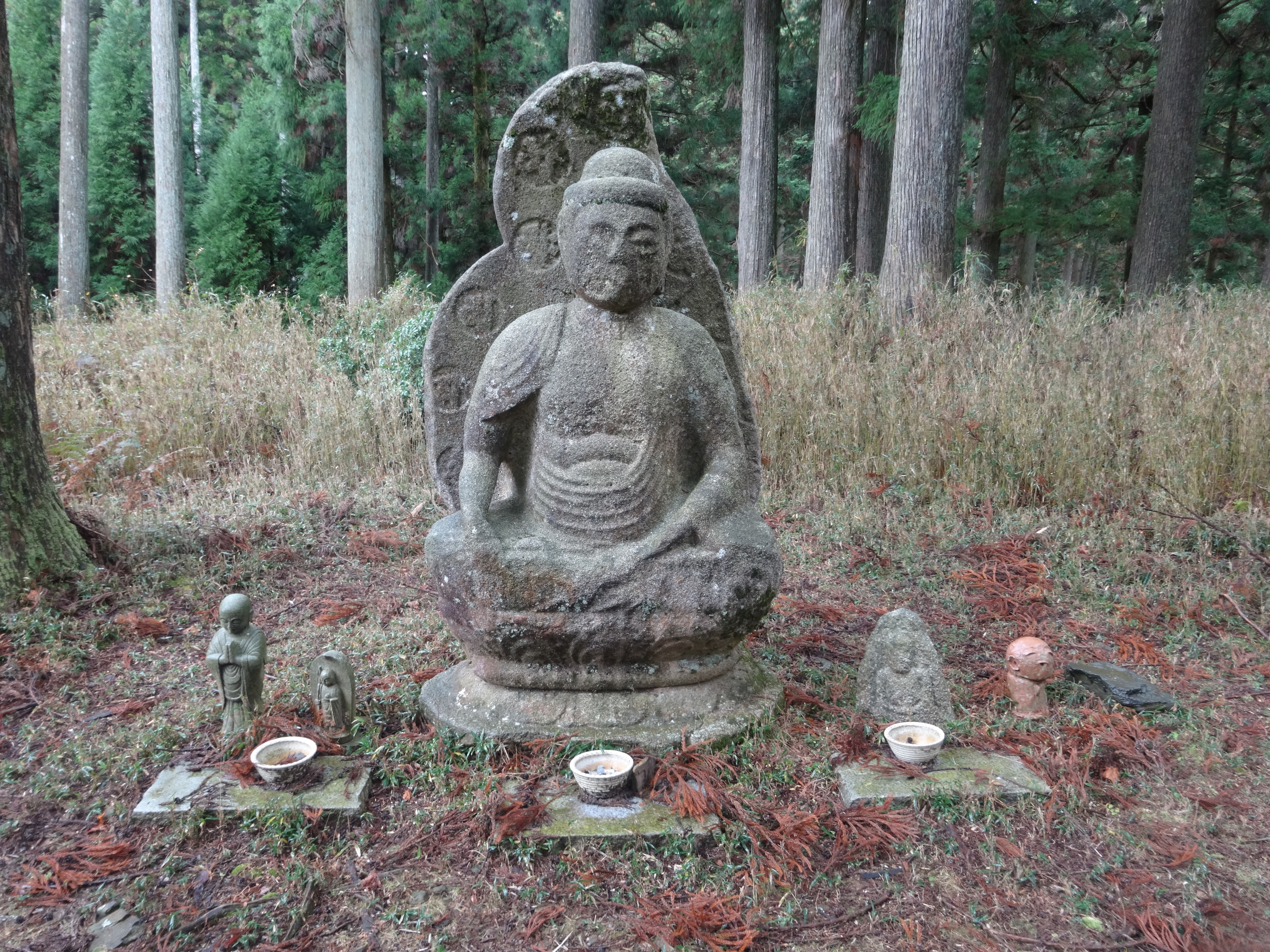
弥勒石仏
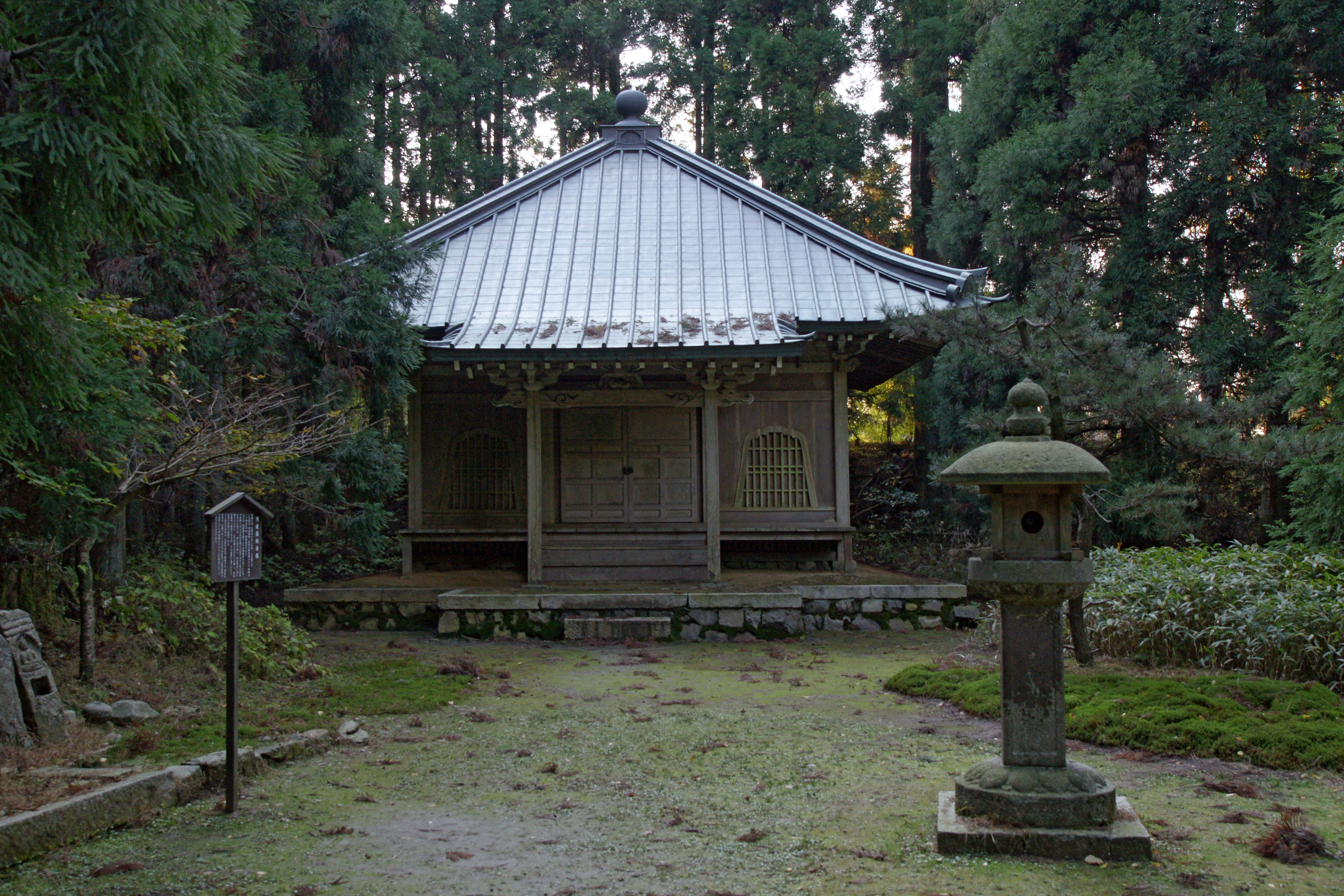
恵亮堂
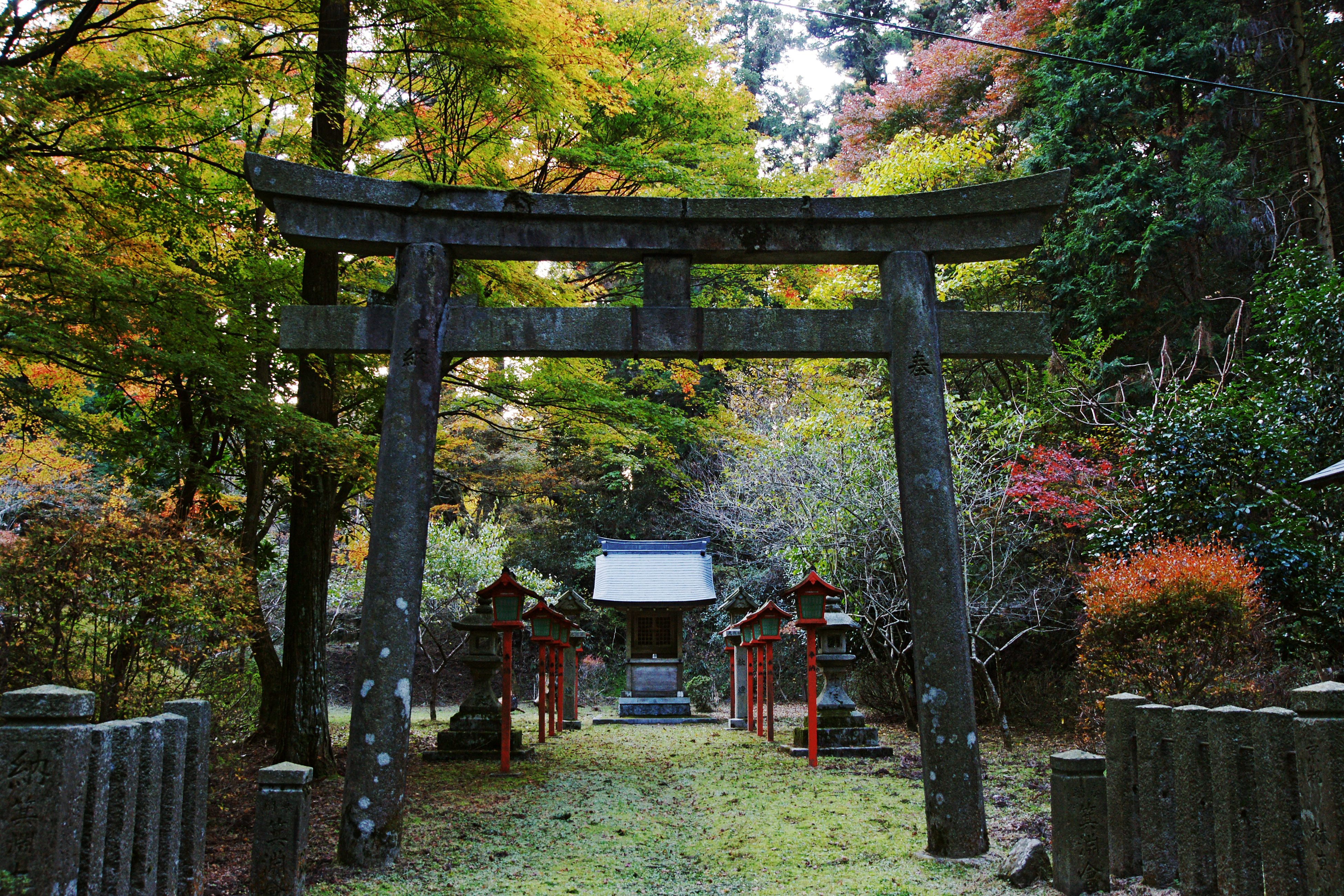
箕淵弁財天社（聖光院跡）
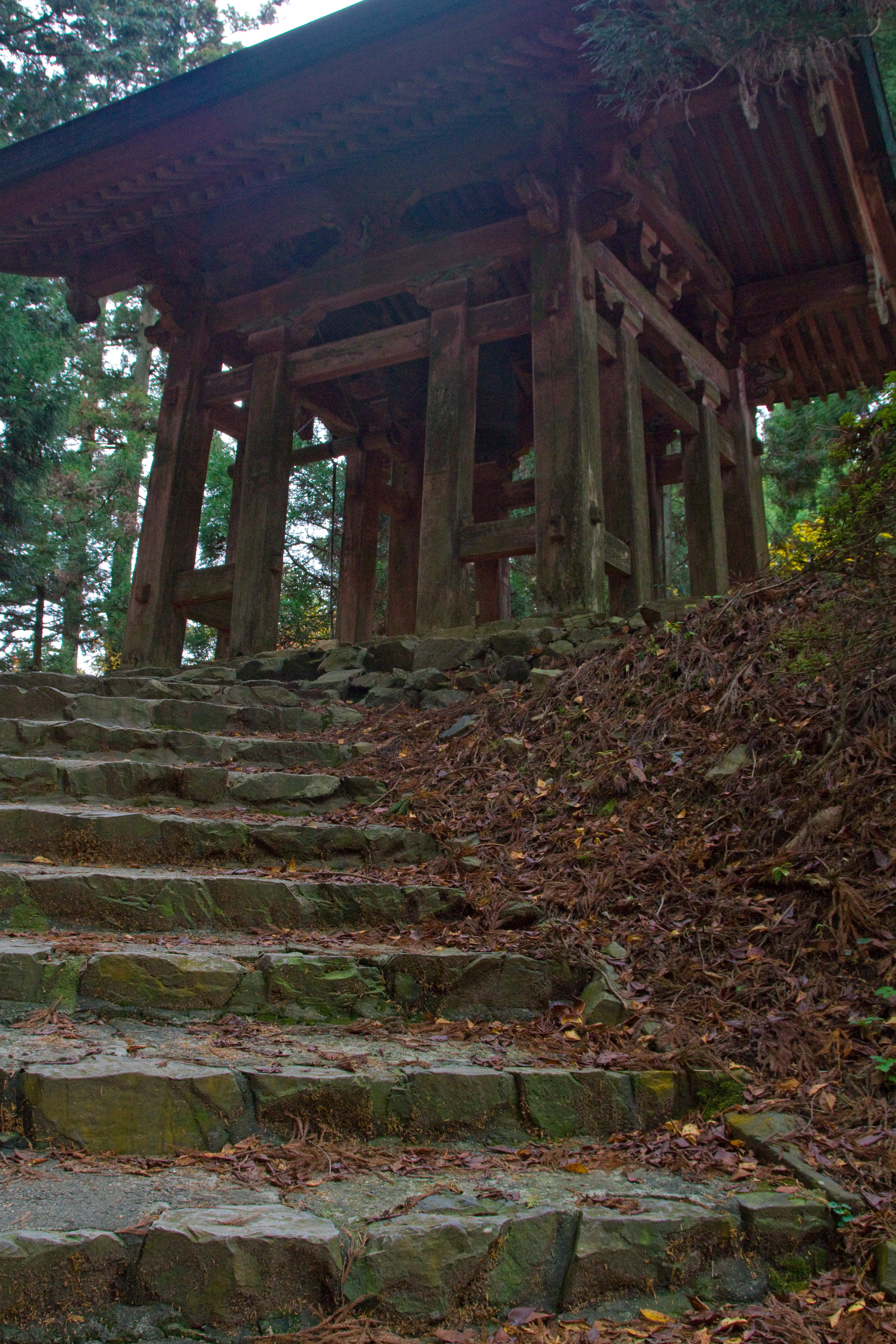
西塔鐘楼
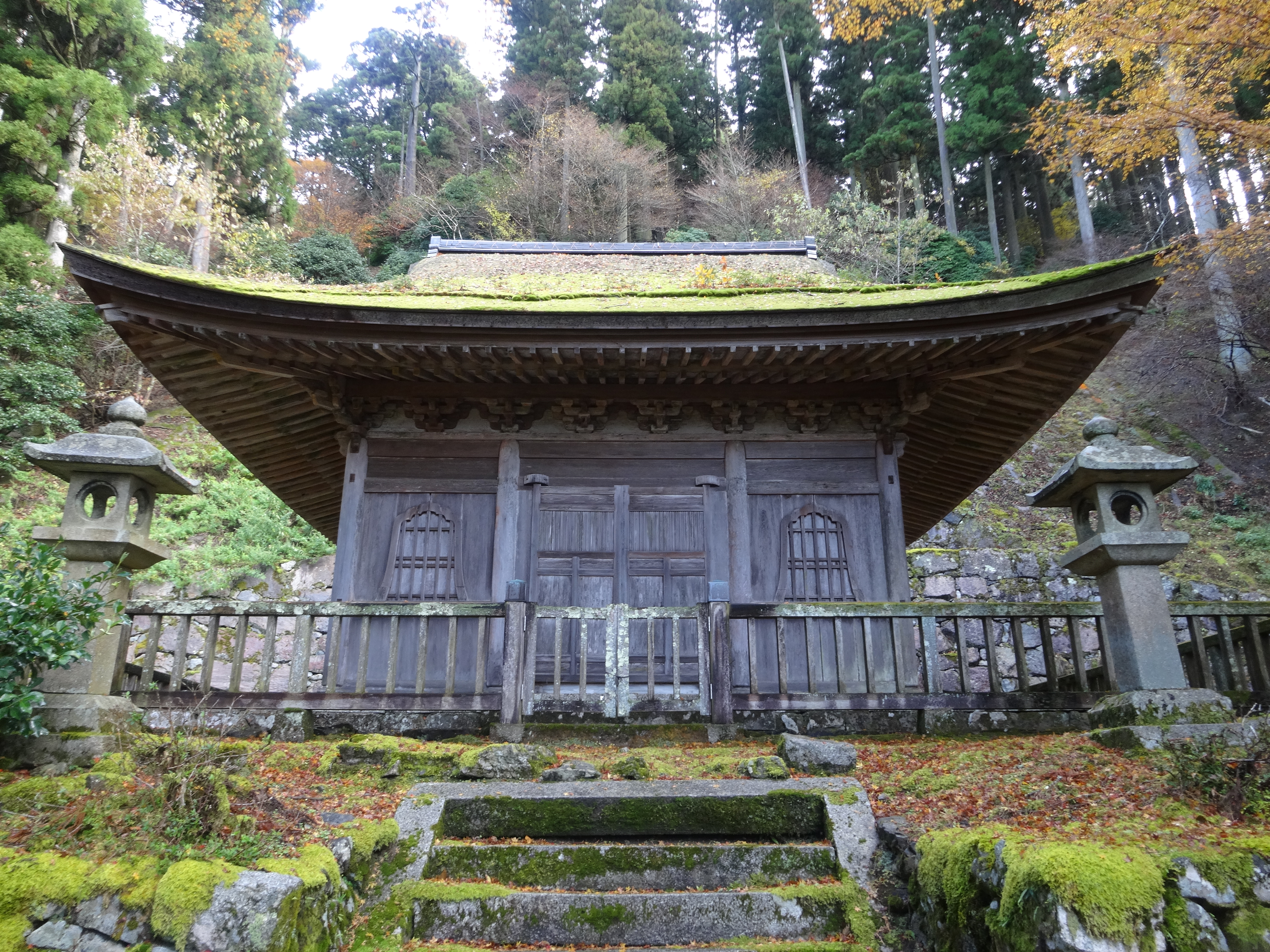
瑠璃堂

### 横川
第3代天台座主・慈覚大師円仁が開いた地であり、本堂にあたる横川中堂を中心とする区域である。西塔から北へ4キロメートルほどの所にある。嘉祥3年（850年）に円仁が建立した首楞厳院（しゅりょうごんいん）が発祥である。
- 横川中堂（よかわちゅうどう） - 旧堂は1942年（昭和17年）に落雷で焼失し、現在の堂は1971年（昭和46年）に鉄筋コンクリート造で再建されたもので、舞台造りとなっている。新西国三十三箇所第18番札所で本尊は円仁作と伝えられる聖観音立像（重要文化財）。延暦寺五大堂の一つ。
- 根本如法塔 - 多宝塔。1925年（大正14年）再建。円仁が法華経を写経し納めた塔が始まりである。
- 三十番神社
- 龍ヶ池弁財天社
- 龍ヶ池
- 西国三十三所石仏群
- 赤山宮
- 虚子の塔 - 高浜虚子の生前墓で、1953年（昭和28年）建立。
- 横川鐘楼（重要文化財）
- 比叡山秘宝館 - 現在は使われていない。
- 恵心堂 - 現在の堂は坂本・生源寺の別當大師堂を移築したもの。恵心僧都源信の住坊の跡であり、ここで『往生要集』や『二十五三昧式』が著された。
- 恵心廟
- 四季講堂（元三大師堂、重要文化財） - 康保4年（967年）に村上天皇の勅命により、四季に法華経の論議が行われたことから四季講堂と呼ばれる。元三大師（慈恵大師）良源の住坊跡地にあり、元三大師を祀る。天台宗やその流れをくむ寺院で授与されている魔除けの「角大師」（元三大師が鬼になったもの）の護符発祥の地であり、おみくじ発祥の地でもある。
  - 庫裏
  - 表門
- 箸塚弁財天社
- 甘露山王社
- 比叡山行院
- 定光院 - 日蓮宗の宗祖である日蓮の修行の地である。その経緯から日蓮宗が管理している。
- 元三大師御廟
  - 御廟拝殿（重要文化財）
- 稲荷社
- 西塔峰道伝教大師ご尊像 - 西塔と横川の間にある「比叡山峰道レストラン」の前にある。高さ約12メートルで1987年（昭和62年）に建立された。

#### 飯室谷
平安時代、良源が弟子の尋禅のために、飯室谷に妙香房を建立したのが始まりである。寛和元年（985年）、良源没後に尋禅が妙香院と改称し、整備拡充を行った。
- 飯室谷不動堂 - 本尊は不動明王。延暦寺五大堂の一つ。

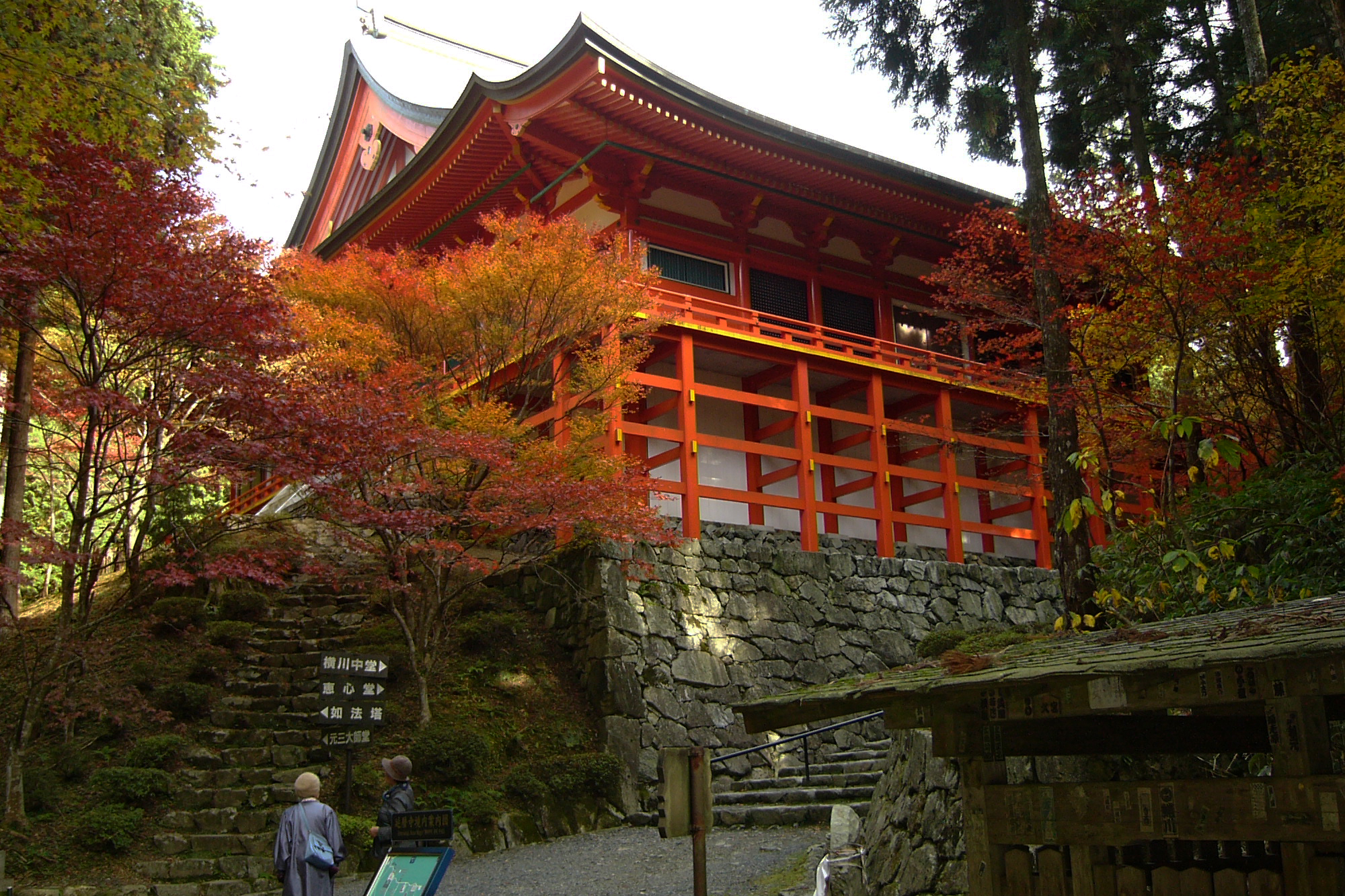
横川中堂
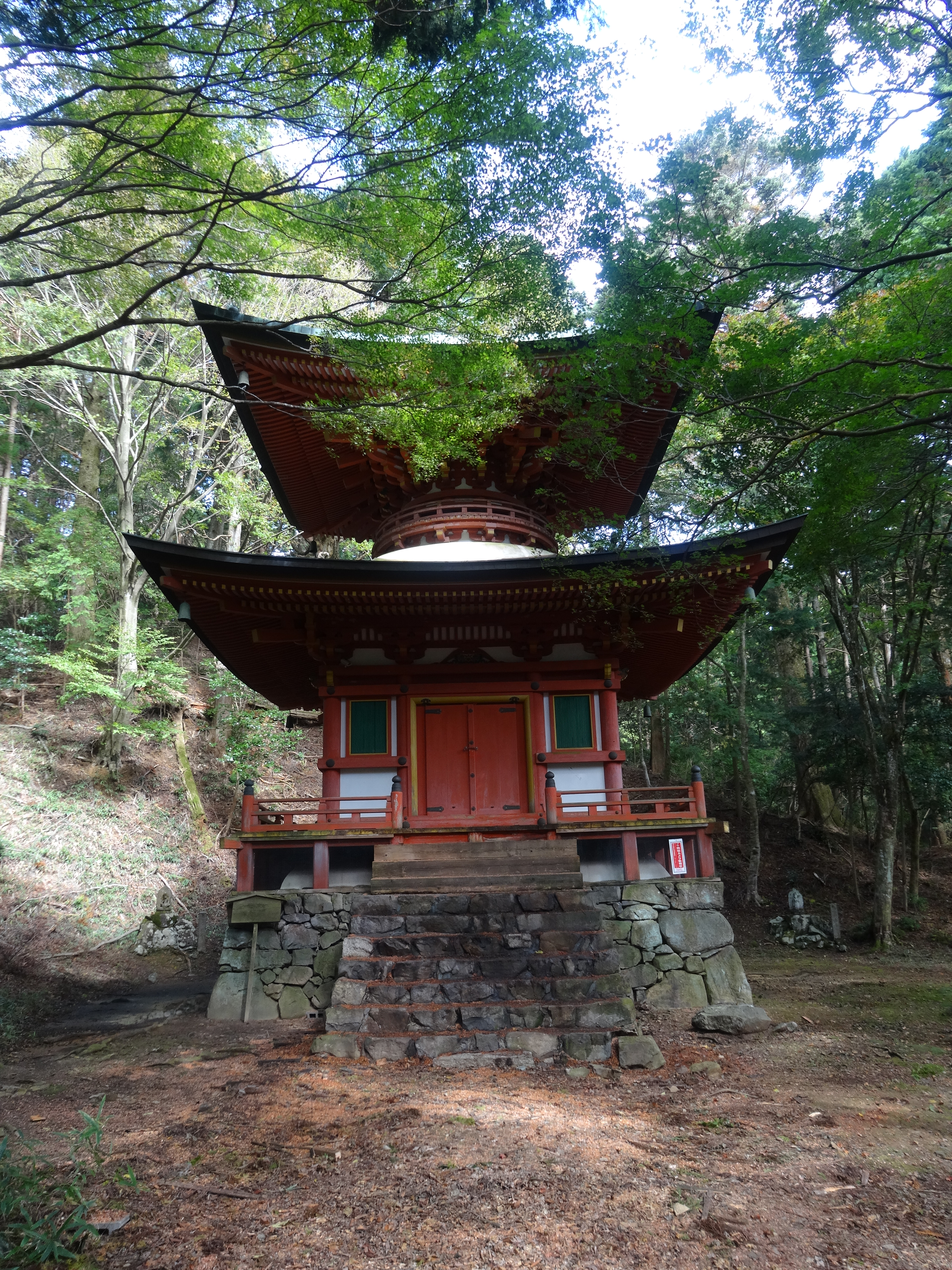
根本如法塔
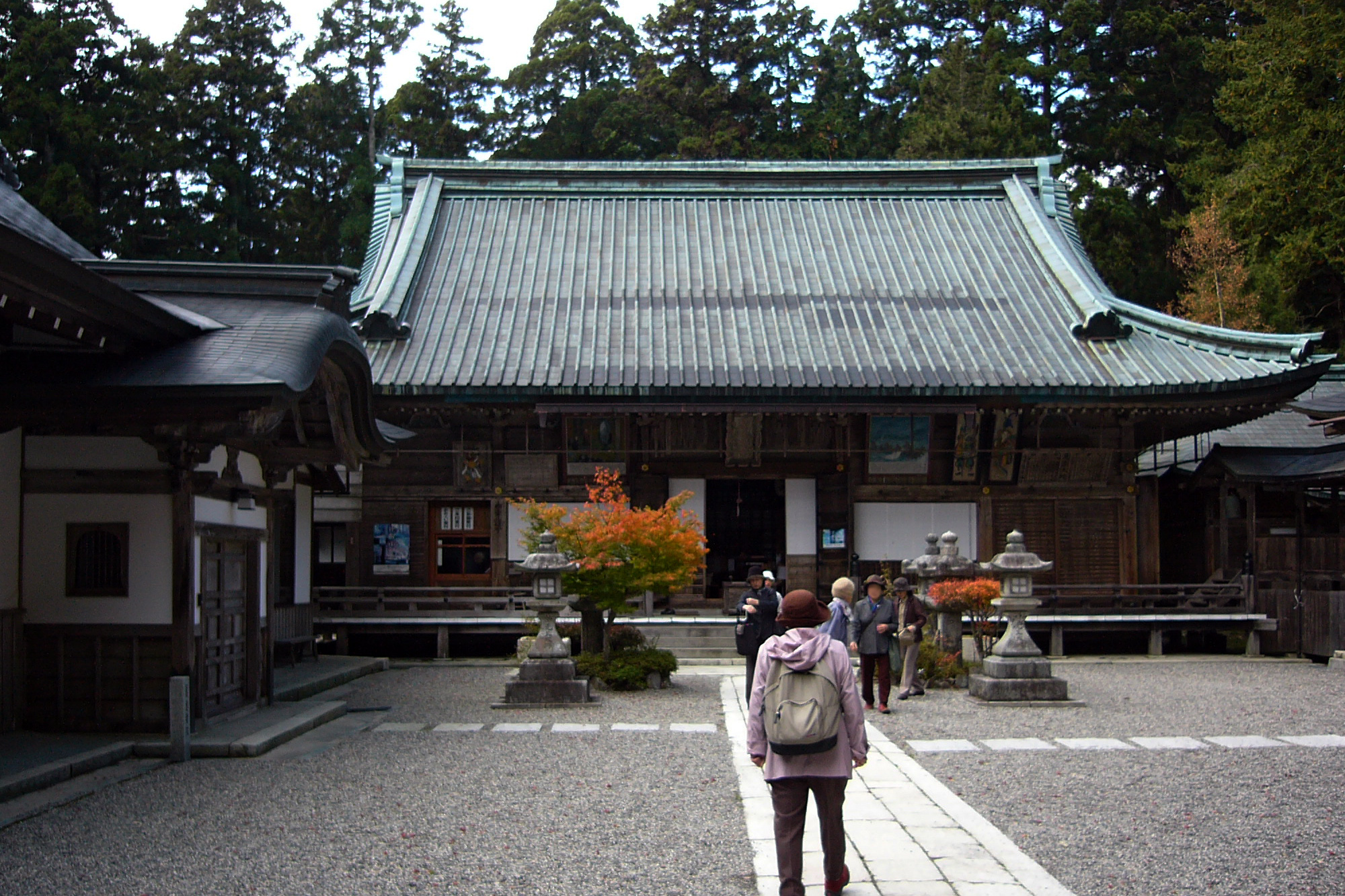
四季講堂（元三大師堂）
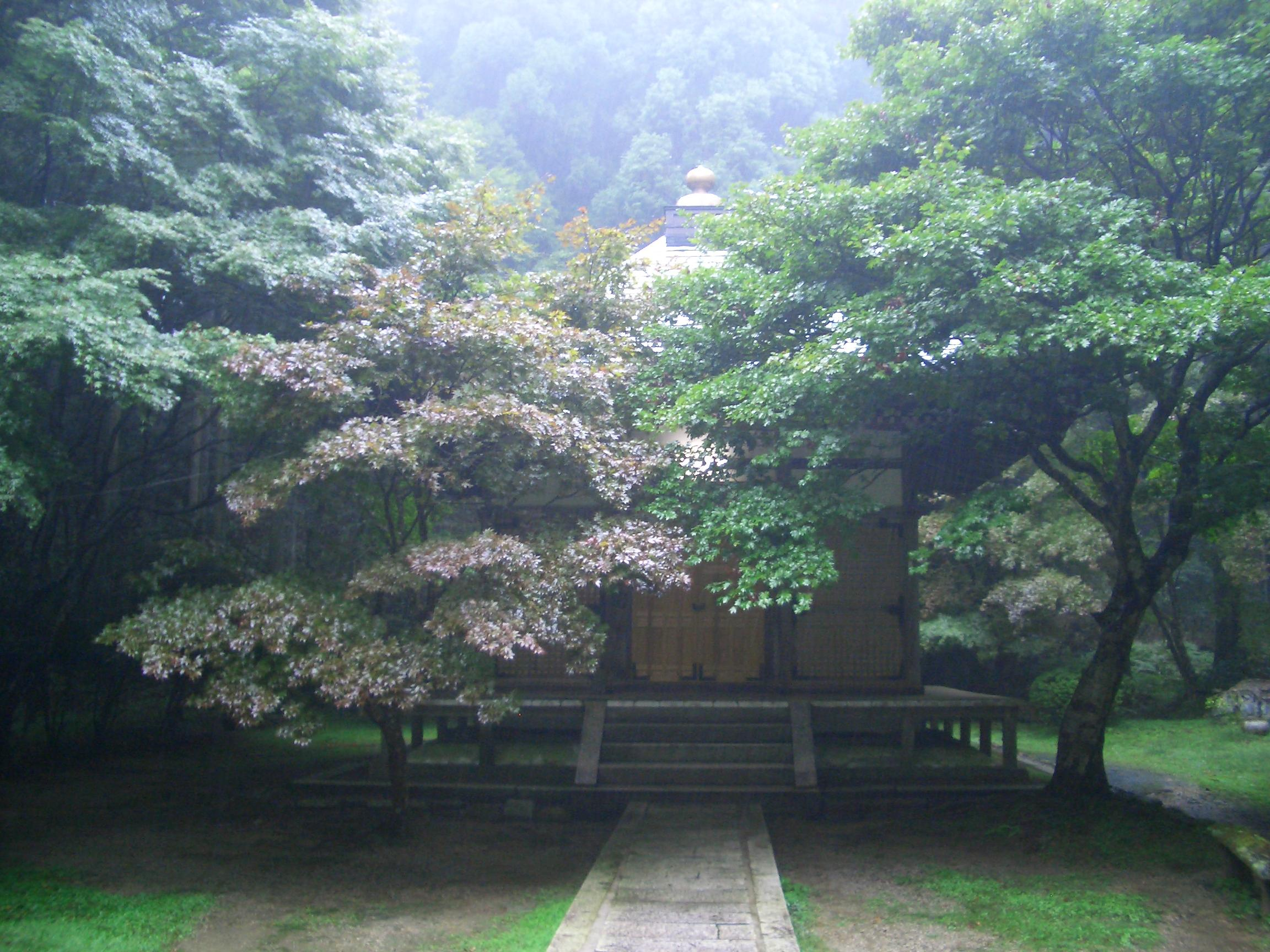
恵心堂
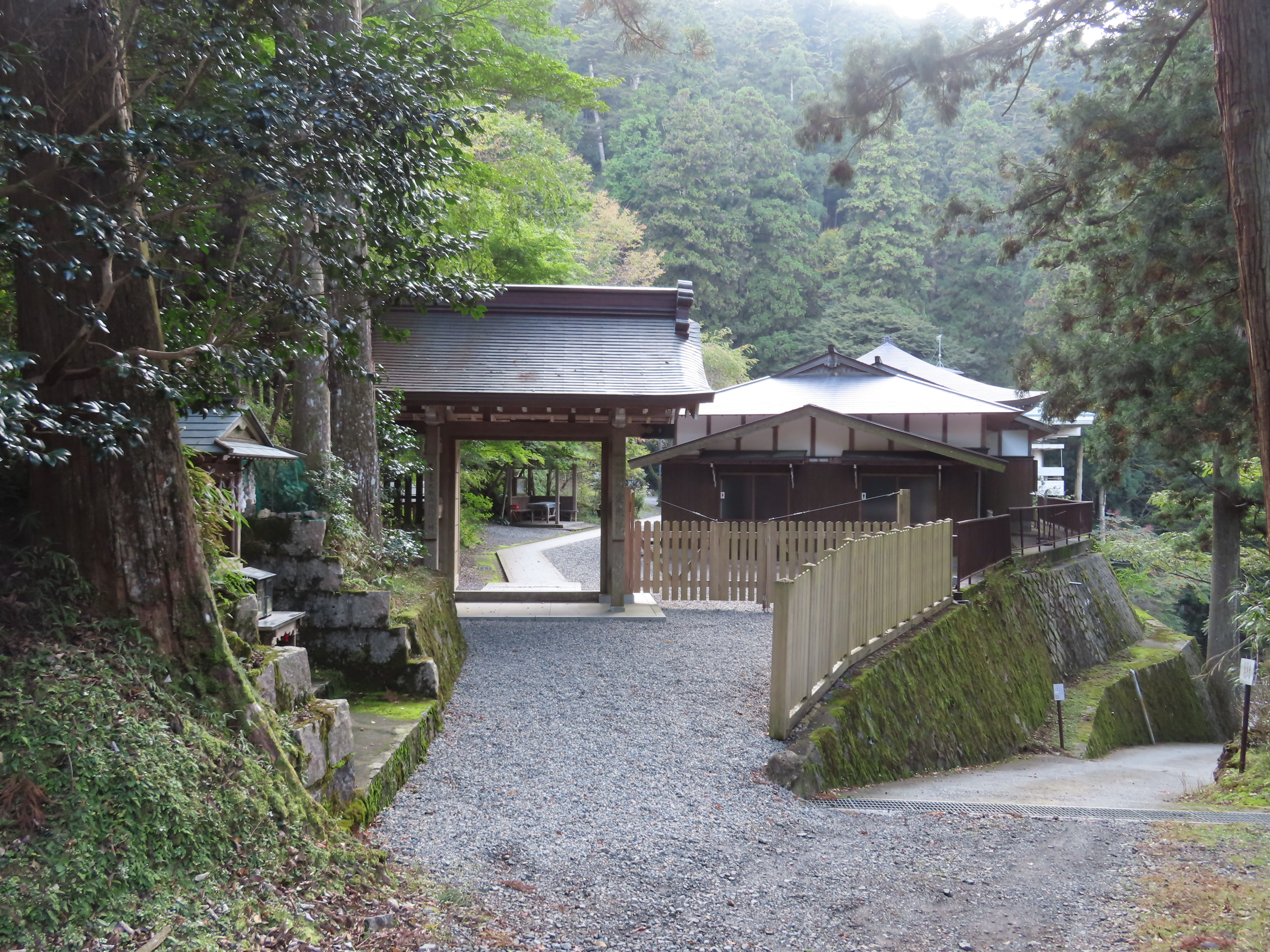
定光院
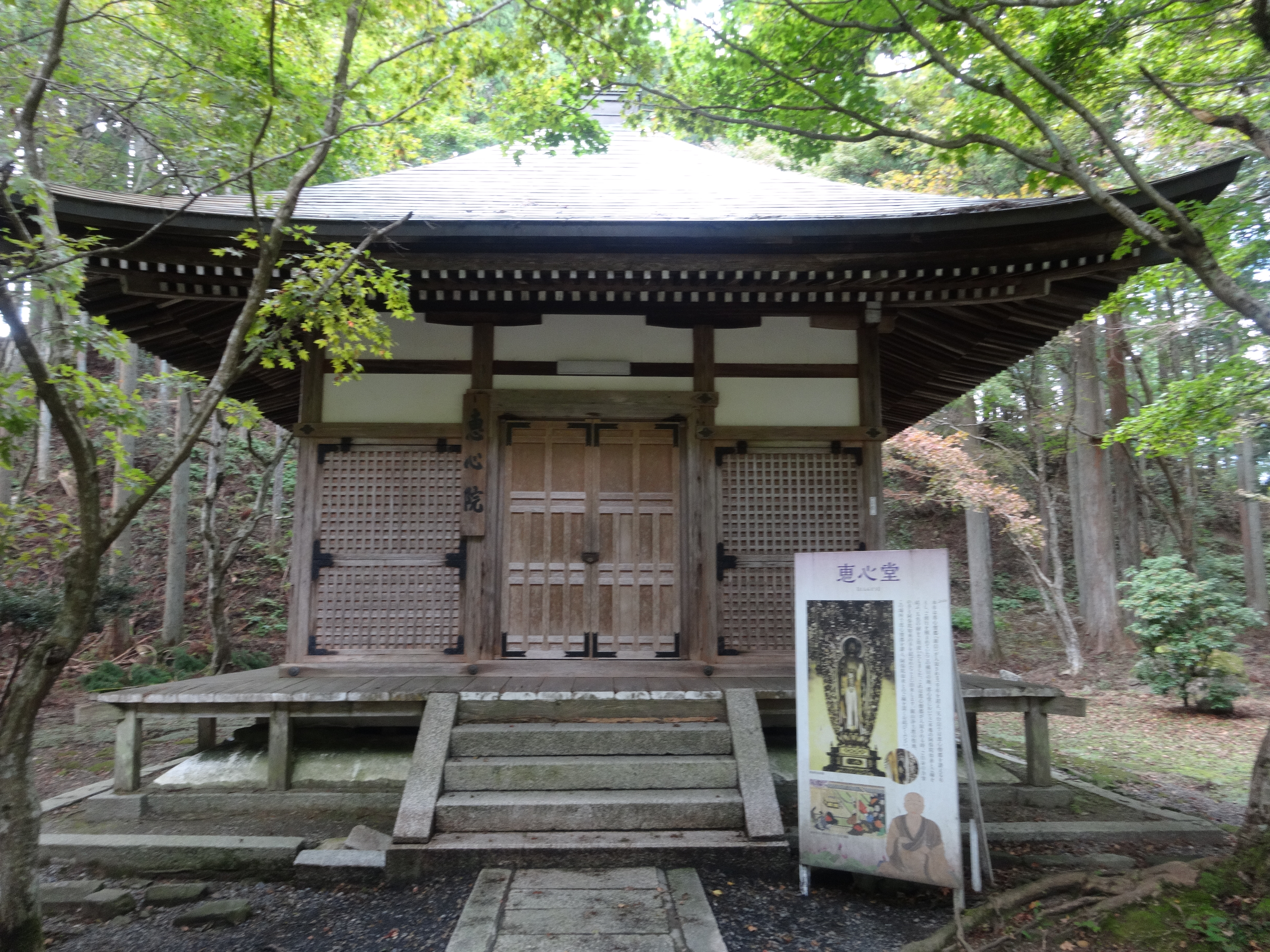
恵心堂
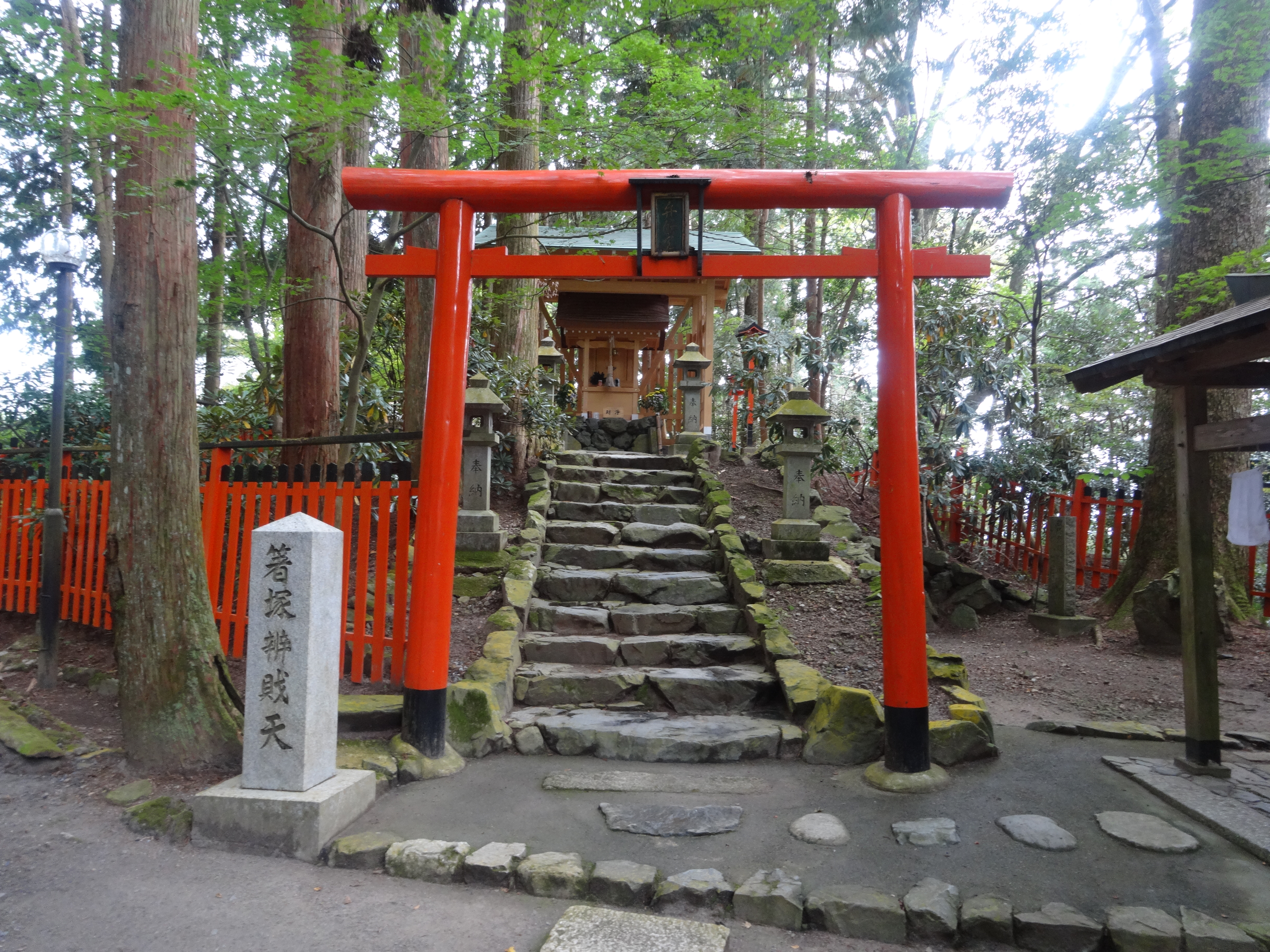
箸塚弁財天社

- 長寿院
- 赤山明神
- 飯室弁天堂
- 回向三昧堂
- 鐘楼
- 文應大僧正像
- 玉広弁才天
- 地蔵堂
- 稲荷明神社
- 日吉権現十禅師社
- 護摩堂
- 拝殿
- 千手堂（八角堂）
- 御供所
- 松禅院
- 慈忍和尚廟
- 安楽律院 - 天台宗安楽律法流の道場。
  - 霊空廟

- 横川中堂
- 根本如法塔
- 四季講堂（元三大師堂）
- 恵心堂
- 定光院
- 恵心堂
- 箸塚弁財天社

### 葛川明王院
- 明王院
- 地主神社

### 坂本
比叡山上に建てられている坊である山坊に対して、麓の坂本にある坊は里坊と呼ばれる。もともとは山上に住んでいた老僧が隠棲するために建てられたものであるが、中世には主に僧兵集団の住坊となっていた。
現在、坂本には里坊が54か所ある。※印の付いた寺院の庭園は、国の名勝に指定されている。
- 滋賀院門跡 - 総里坊。※
- 大林院
- 厳王院
- 戒光院
- 弘法寺
- 禅定院
- 延命院
- 大慈院
- 円乗院
- 真蔵院
- 華蔵院
- 行泉院
- 乗実院
- 観明院
- 無量院
- 求法寺 - 日吉大社の入口にある。
- 止観院
- 蓮華院 - ※
- 恵光院
- 律院 - ※
- 実蔵坊 - ※
- 寿量院 - ※
- 薬樹院
- 生源寺 - 最澄が生まれた場所に建てられている。
- 別当大師堂
- 日増院
- 霊山院
- 松寿院
- 仏乗院 - ※
- 妙行院
- 円教院
- 瑞応院
- 双厳院 - ※
- 星光院
- 金蔵院
- 金台院
- 竜禅院
- 戒蔵院
- 観樹院
- 恵日院 - 天海の廟所である慈眼堂がある。
- 円頓坊
- 五智院
- 玉蓮院
- 竜珠院
- 宝積院 - ※
- 華王院
- 理性院
- 吉祥院
- 竜王院
- 十妙院
- 大覚寺
- 千手院
- 明徳院
- 真乗院

### 神坂（みさか）
長野県境に近い岐阜県中津川市神坂（みさか）に最澄が弘仁8年（817年）に設けた広済院があったと思われる所を寺領とした「飛び地境内」である。
1958年（昭和33年）に建立された最澄の「遺跡顕彰碑」があり、最澄の遺徳をしのぶ法要が毎年営まれる。

## 文化財

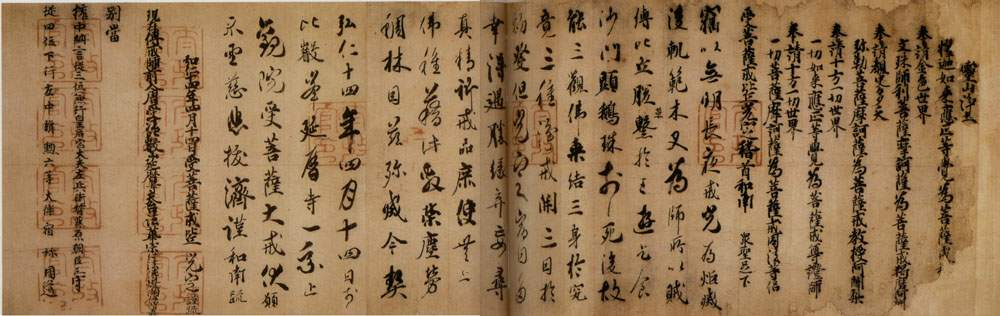
嵯峨天皇宸翰光定戒牒（国宝）弘仁14年（823年）

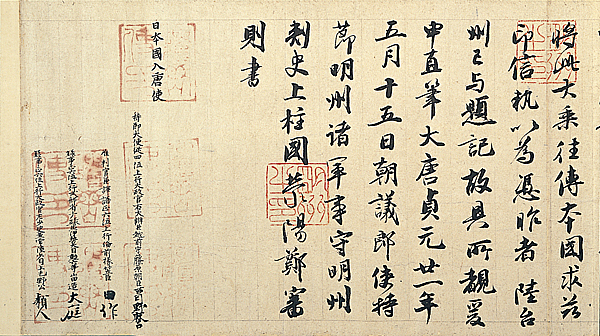
伝教大師請来目録（国宝）巻末「印可」の部分 唐時代・805年

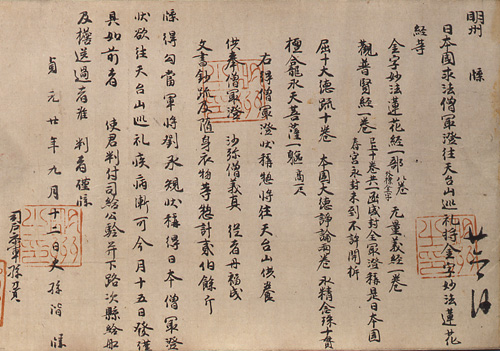
伝教大師入唐牒のうち明州牒（国宝）唐時代・804年

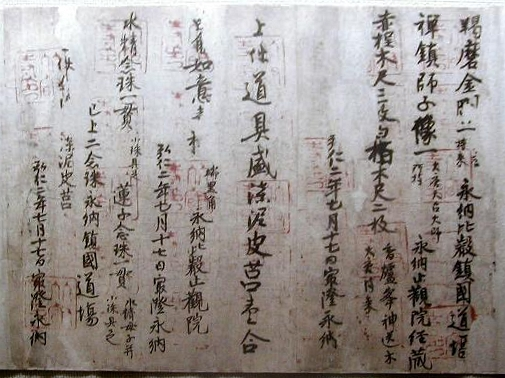
羯磨金剛目録（全文）（国宝）最澄筆 弘仁2年（811年）

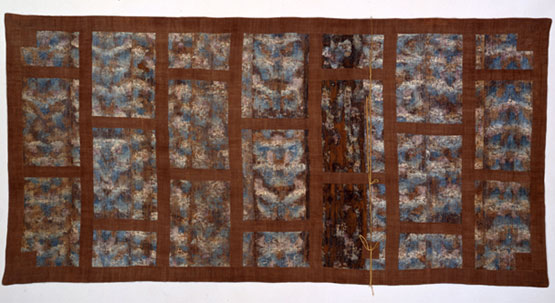
七条刺納袈裟（国宝）唐時代

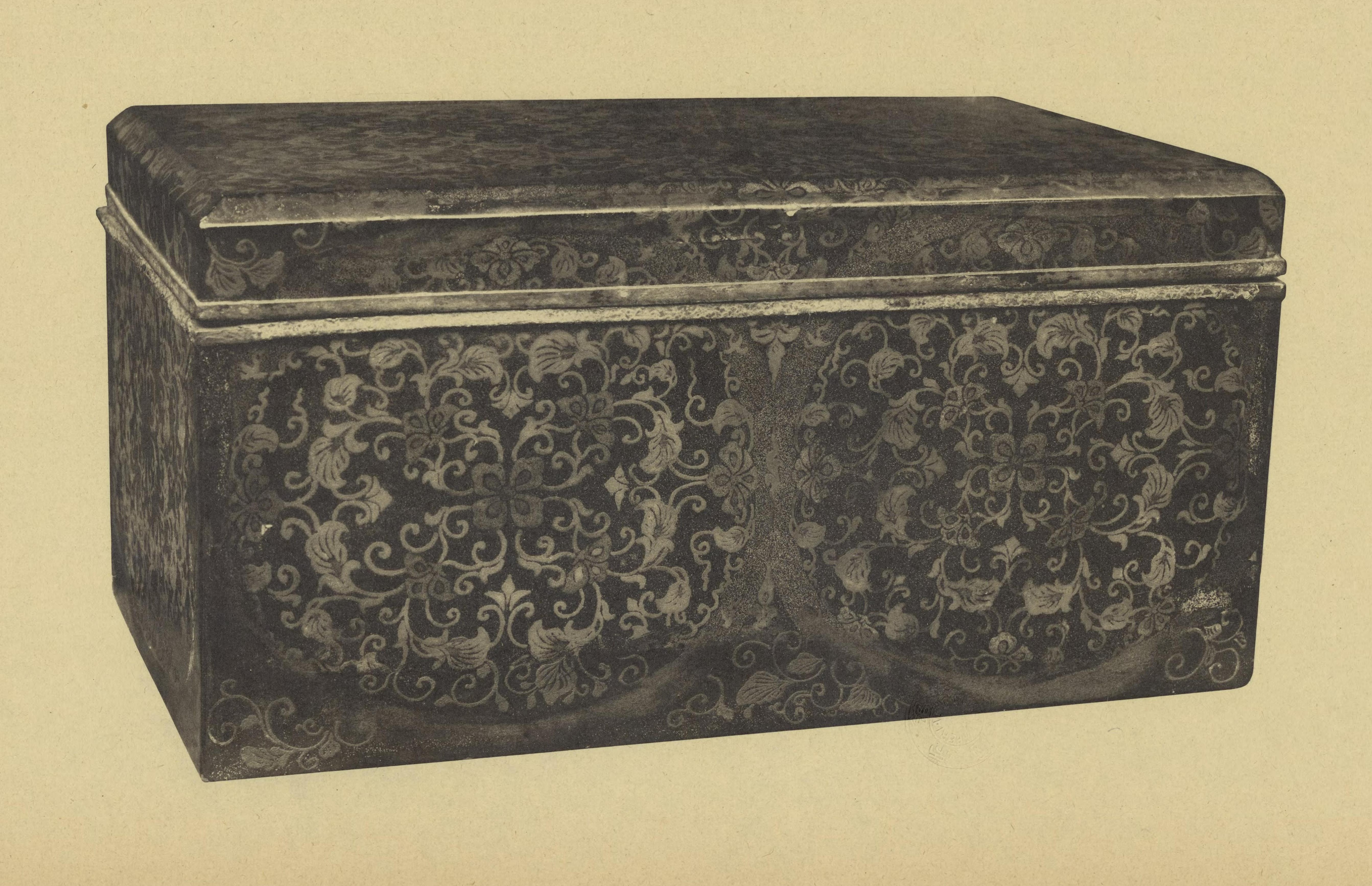
宝相華蒔絵経箱（国宝）平安時代

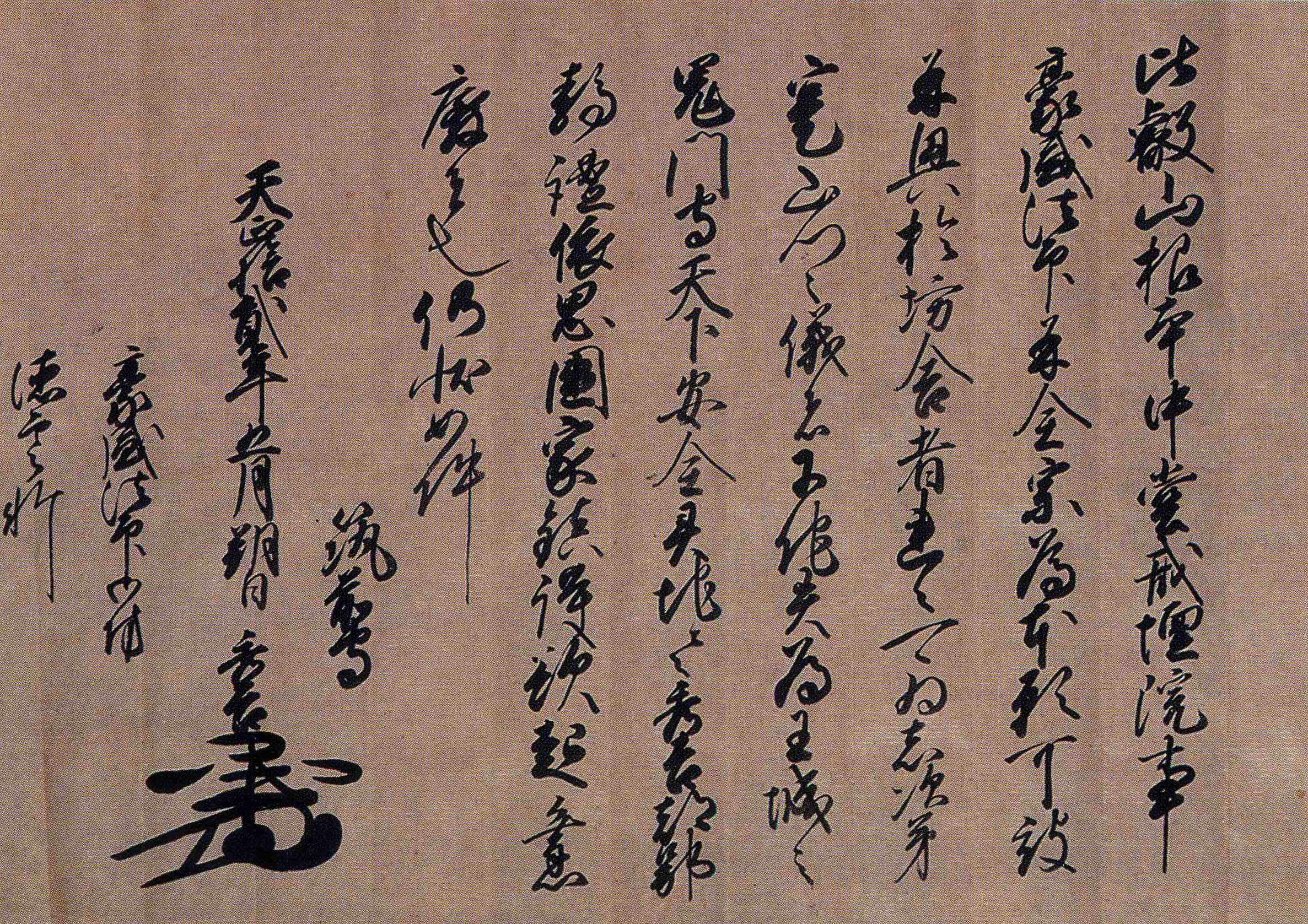
山門再興文書（重要文化財）のうち 天正12年（1584年）5月朔日 豊臣秀吉直判

### 国宝
- 根本中堂（附：須弥壇及び宮殿 3具）[27]
- 金銅経箱 1合 - 平安時代後期の金属工芸。横川から発掘された[28]。
- 宝相華蒔絵経箱（ほうそうげまきえきょうばこ） 1合 - 平安時代後期の漆工芸品[29]。
- 七条刺納袈裟 1領、刺納衣 1領 - 最澄が持ち帰った、唐時代の染織遺品[30]。
- 伝教大師将来目録 1巻 - 貞元21年（805年）跋、唐の越州から最澄が将来した経典類の自筆目録[31]。
- 羯磨金剛目録（かつまこんごうもくろく） 1巻 - 最澄自筆の将来品目録、弘仁2年（811年）[32]。
- 天台法華宗年分縁起 1巻 - 最澄筆[33]。
- 六祖恵能伝（ろくそえのうでん） 1巻 - 貞元19年（803年）奥書、最澄が持ち帰った、唐時代の写本。中国禅宗六祖恵能の伝記[34]。
- 伝教大師入唐牒（でんぎょうだいしにっとうちょう） 1巻 - 最澄の唐での通行許可書、明州牒（貞元20年・804年）と台州牒（貞元21年・805年）からなる[35]。
- 嵯峨天皇宸翰光定戒牒（さがてんのうしんかんこうじょうかいちょう） 1巻 - 「三筆」の一人嵯峨天皇の筆、弘仁14年（823年）[36]。

### 重要文化財
（建造物）
- 根本中堂廻廊
- 大講堂（旧東照宮本地堂）
- 転法輪堂（釈迦堂）
- 大乗戒壇院堂
- 瑠璃堂
- 相輪橖（そうりんとう）
- 常行堂及び法華堂（附：廊下）
- 延暦寺 11棟[37]
  - 文殊楼 - 2014年（平成26年）指定。
  - 山王社 - 2014年（平成26年）指定。
  - 浄土院伝教大師御廟（附：棟札 1枚） - 2014年（平成26年）指定。
  - 浄土院唐門 - 2014年（平成26年）指定。
  - 浄土院拝殿 - 2014年（平成26年）指定。
  - 阿弥陀堂鐘楼 - 1963年（昭和38年）指定。
  - 西塔鐘楼
  - 四季講堂（附：厨子 1基、棟札 5枚） - 1967年（昭和42年）指定。
  - 元三大師御廟拝殿（附：御廟瑞垣 1棟、鳥居 1基） - 2014年（平成26年）指定。
  - 横川鐘楼
  - 慈眼堂（附：厨子 1基） - 2006年（平成18年）指定。大津市坂本4丁目所在。

（絵画）
- 絹本著色天台大師像 1幅
- 絹本著色天台大師像 有賛 1幅
- 絹本著色相応和尚像 1幅
- 絹本著色不動明王三大童子五部使者像 1幅
- 絹本著色文殊菩薩像 1幅
- 絹本著色山王本地仏像 1幅[注釈 1]
- 紙本著色山王霊験記 1巻

（彫刻）
- 木造釈迦如来立像 - 釈迦堂安置の本尊。秘仏[38]。清凉寺式釈迦如来。
- 木造聖観音立像（横川中堂安置の本尊）
- 木造光定大師立像（旧所在山麓大師堂）
- 木造不動明王二童子像 3躯（旧所在無動寺明王堂）
- 木造降三世明王立像（旧所在無動寺明王堂）
- 木造軍荼利夜叉明王立像（旧所在無動寺明王堂）
- 木造大威徳明王像（旧所在無動寺明王堂）
- 木造金剛夜叉明王立像（旧所在無動寺明王堂）
- 木造四天王立像 4躯（旧所在根本中堂）
- 木造四天王立像 2躯（旧所在釈迦堂）
- 木造千手観音立像（旧所在山王院）
- 木造不動明王立像（旧所在飯室不動堂）
- 木造維摩居士坐像（黒谷青龍寺旧蔵）
- 木造慈恵大師坐像（黒谷青龍寺旧蔵）弘安9年（1286年）銘
- 木造慈恵大師坐像（本覚院旧蔵）文永2年（1265年）銘
- 木造阿弥陀如来立像（滋賀院旧蔵）
- 木造吉祥天立像（滋賀院旧蔵）
- 木造大黒天立像（律院旧蔵）
- 木造薬師如来坐像[注釈 2]

（工芸品）
- 尾長鳥繍縁花文錦打敷 1枚

（書跡典籍、古文書、歴史資料）
- 紺紙金銀交書法華経 8巻
- 紺紙銀字法華経 8巻
- 紙本墨書華厳要義問答 行福筆 2巻
- 悉曇蔵 8帖
- 伝述一心戒文 上中下 応徳元年良祐写 3帖
- 延暦寺楞厳三昧院解 天禄三年正月十五日 1幅
- 紙本墨書山門再興文書 4通
- 紙本墨書道邃和尚伝道文 1巻
- 宗存版木活字（付属品共）174,261点

（一山寺院所有分）
以下の重要文化財（比叡山麓坂本の里坊の所有）については、延暦寺が文化財保護法第32条の2の規定に基づく「管理団体」に指定されており、比叡山国宝殿に保管されている。
- 恵光院 絹本著色不動二童子像 1幅
- 実蔵坊 絹本著色毘沙門天像 1幅
- 実蔵坊 水晶舎利塔 1基
- 大林院 絹本著色不動明王二童子像 1幅
- 大林院 木造不動明王坐像 1躯
- 寿量院 木造阿弥陀如来坐像 1躯
- 乗実院 木造阿弥陀如来立像 1躯
- 恵日院 木造慈眼大師坐像 1躯
- 求法寺 木造慈恵大師坐像 文永4年（1267年）銘 1躯
- 明徳院 絹本著色地蔵菩薩像 1幅
- 妙行院 木造地蔵菩薩立像 1躯
- 玉蓮院 木造不動明王二童子立像 3躯
- 弘法寺 金銀鍍水瓶 1口
- 弘法寺 法華経（装飾経） 8巻

上記のほか、以下の重要文化財についても、延暦寺が「管理団体」に指定されており、比叡山国宝殿に保管されている。
- 明王院（大津市葛川坊村町）所有
  - 紙本著色光明真言功徳絵詞 3巻
  - 絹本着色不動明王二童子像 1幅
  - 木造千手観音・不動明王・毘沙門天立像 3躯
  - 葛川明王院御正体（不動明王及二童子像 5面、宝塔 1面 附：御正体 5面）
  - 葛川明王院文書 4336通 附：文保二年文書櫃 3合
  - 葛川与伊香立庄相論絵図 1巻、1幅
  - 葛川明王院参籠札 501枚
- 蓮台寺（滋賀県栗東市）所有
  - 木造薬師如来両脇侍像

その他の子院所有の重要文化財。
- 安楽律院所有
  - 絹本著色弥陀三尊二十五菩薩来迎図 1幅
  - 絹本著色千手観音像 1幅

典拠：2000年までに指定の国宝・重要文化財については、『国宝・重要文化財大全 別巻』（所有者別総合目録・名称総索引・統計資料）（毎日新聞社、2000）による。2000年以降の指定物件については、個別に脚注を付した。

### 重要美術品
- 絹本著色普賢延命像 1幅
- 紙本墨書中御門天皇宸翰御願文 1巻
- 紙本墨書後水尾天皇宸翰御懐紙 1幅

### 国の史跡
- 延暦寺境内

### 国の名勝
- 延暦寺坂本里坊庭園
  - 雙厳院庭園
  - 宝積院庭園
  - 滋賀院門跡庭園
  - 佛乗院庭園
  - 旧白毫院庭園
  - 旧竹林院庭園
  - 蓮華院庭園
  - 律院庭園
  - 実蔵坊庭園
  - 寿量院庭園

### 国の天然記念物
- 比叡山鳥類繁殖地

### 国登録有形文化財
- 大書院
- 大書院庭門

### 滋賀県指定有形文化財
- 絹本著色山王本地仏曼荼羅図 1幅
- 絹本著色慈恵大師像 1幅 附：旧軸木 1本、旧裏書 2枚
- 木造厨子 1基
- 金銅独鈷杵 1口
- 往生要集 6冊（版本 4冊、写本 2冊）
- 明王院（大津市葛川坊村町）所有
  - 梵鐘 1口
  - 銅鉢 1口
- 弘法寺 所有
- 絹本著色阿弥陀二十五菩薩来迎図 1幅

### 滋賀県指定有形民俗文化財
- 明王院（大津市葛川坊村町）所有
  - 参籠札 58本

### 大津市指定有形文化財
- 石造弥勒仏坐像 1躯
- 紙本著色日吉山王社古図 1幅
- 明王院（大津市葛川坊村町）所有
  - 香盤 1基 附：香印をつくる道具 2点

### 大津市指定史跡
- 穴太衆積みの石垣
  - 延暦寺
  - 寿量院
  - 実蔵坊
  - 律院
  - 恵光院
  - 金蔵院
  - 円乗院
  - 大慈院
  - 双厳院
  - 瑞応院
  - 円教院
  - 妙行院
  - 延暦寺学園
  - 佛乗院
  - 松寿院
  - 日増院
  - 竜珠院
  - 玉蓮院
  - 延命院
  - 薬樹院
  - 金台院

### 焼失した文化財

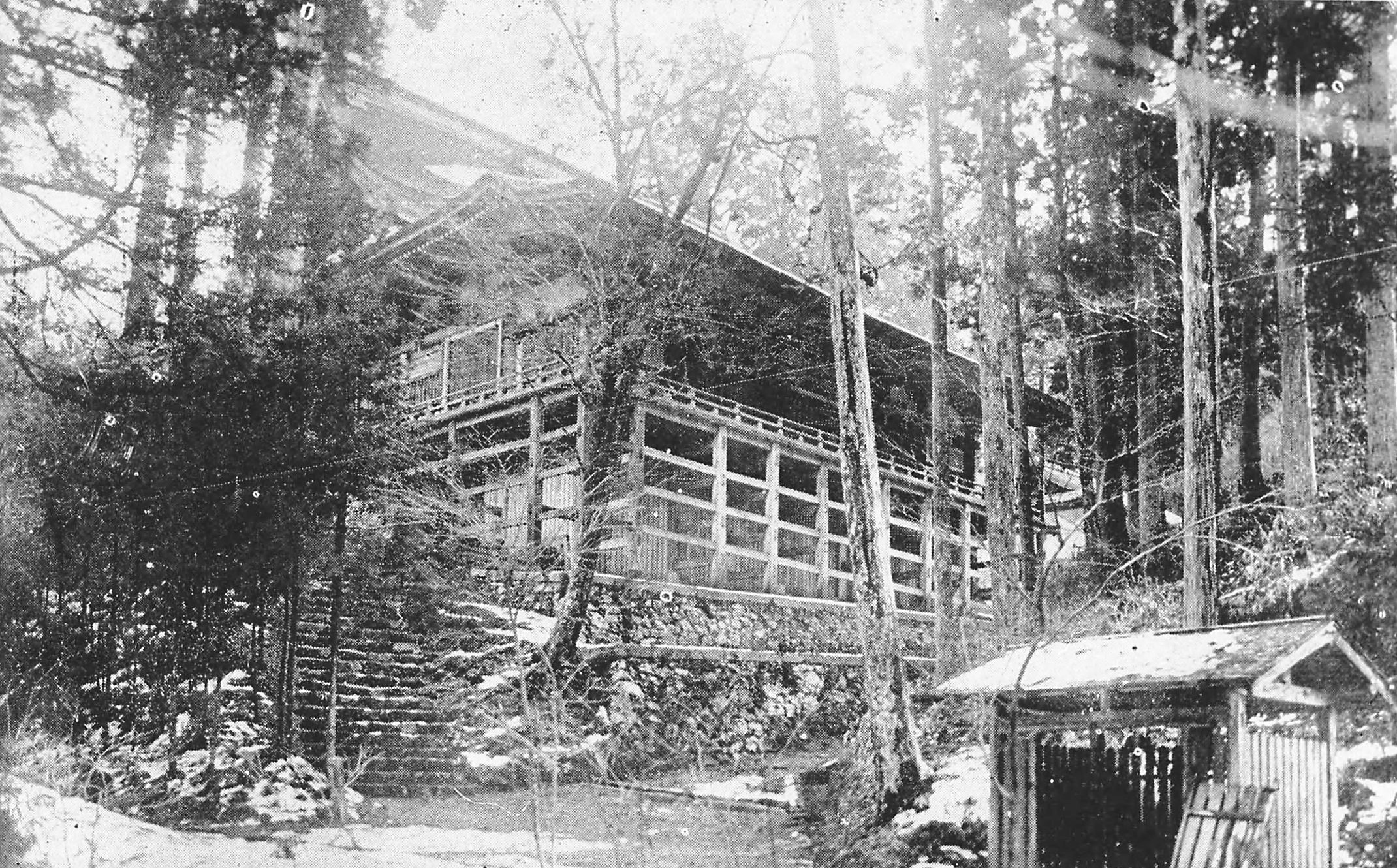
旧横川中堂

1942年7月30日、落雷による火災で以下の建造物1件、工芸品1件が焼失した。
- （旧）横川中堂 - 旧国宝建造物。
- 銅筒 - 金銅経箱（現国宝）の付属品だったもの

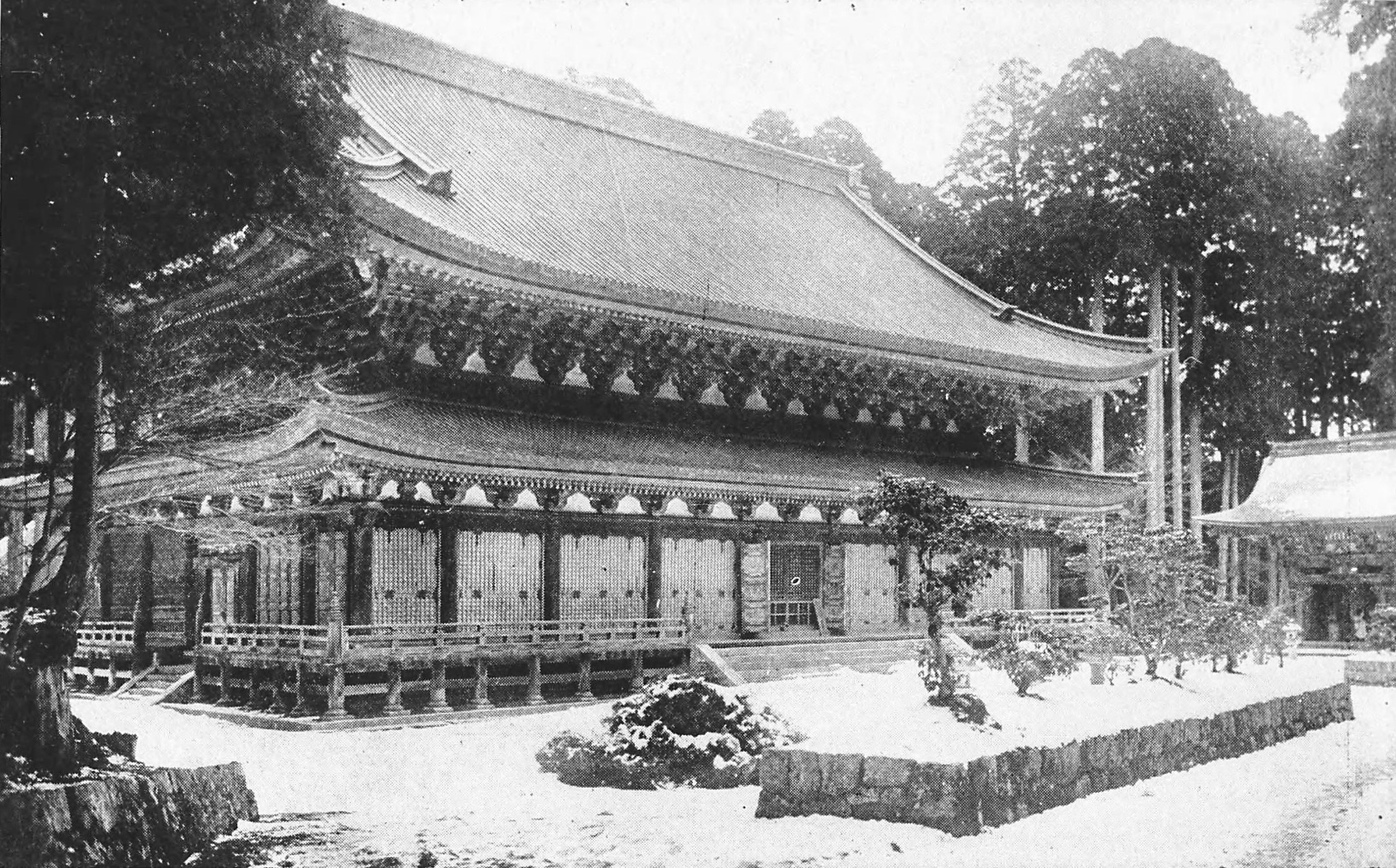
旧大講堂

1956年10月11日、上司に叱られたのを恨んだ延暦寺受付係の18歳の少年による放火により以下の建造物2件、彫刻5件（いずれも当時重要文化財）が焼失した。
- 旧大講堂
- 旧大講堂鐘台
- 木造大日如来坐像（旧大講堂 御本尊）
- 木造弥勒菩薩坐像
- 木造持国天・多聞天立像（平安時代初期）
- 木造阿弥陀如来坐像（平安時代初期）
- 銅造釈迦如来坐像（室町時代）

## 前後の札所
新西国三十三箇所
17 楊谷寺　-　18 延暦寺横川中堂　-　19 鞍馬寺
西国薬師四十九霊場
48 水観寺　-　49 延暦寺
近畿三十六不動尊霊場
25 円満院　-　26 無動寺明王堂　-　27 葛川明王院
びわ湖百八霊場
107 福林寺　-　108 延暦寺横川中堂　
法然上人二十五霊場
縁故本山 永観堂禅林寺　-　特別霊場 黒谷青龍寺
西山国師遺跡霊場
7 専念寺　-　客番 延暦寺文珠楼　-　8 永観堂禅林寺
真盛上人二十五霊場
1 西教寺　-　2 黒谷青龍寺　-　3 延暦寺浄土院　-　4 六角地蔵堂
播州薬師霊場
御本山 延暦寺　-　1 太山寺
東海四十九薬師霊場
特別札所 薬師寺　-　特別札所 延暦寺　-　1 福成就寺
神仏霊場巡拝の道
149 日吉大社　-　150 延暦寺

## 交通

### バス路線

#### 東塔
東塔区域の最寄りのバス停は、延暦寺バスセンターである。以下の路線が乗り入れ、江若交通・京都バス・京阪バスの各事業者によって運行されている。なお、叡山ロープウェイ比叡山頂駅を利用する場合は延暦寺バスセンター・比叡山頂停留所間はバスで約5分を要する。
延暦寺バスセンター停留所
- 江若交通
  - 140系統：比叡山頂 行き、堅田駅西口 行き（西塔、横川、おごと温泉駅経由）
  - 141系統：比叡山頂 行き（当停留所始発）
  - 142系統：比叡山頂 行き、横川 行き

- 京都バス
  - 51系統：比叡山頂 行き、京都駅 行き（出町柳駅前、三条京阪前経由）

- 京阪バス
  - 57系統：比叡山頂 行き、京都駅 行き（京阪出町柳、三条京阪経由）

#### 西塔
西塔区域の最寄りのバス停は、西塔バス停である。このバス停には江若交通の路線が発着する。
西塔バス停
- 江若交通
  - 140系統：比叡山頂 行き、堅田駅西口 行き（横川、おごと温泉駅経由）
  - 142系統：比叡山頂 行き、横川 行き

#### 横川
横川区域の最寄りのバス停は、横川バス停である。このバス停には江若交通の路線が発着する。
横川バス停
- 江若交通
  - 140系統：比叡山頂 行き、堅田駅西口 行き（おごと温泉駅経由）
  - 142系統：比叡山頂 行き（当停留所始発）

### ケーブル
最寄り駅である坂本ケーブルケーブル延暦寺駅より徒歩10分（東塔区域まで）。

## その他

### ドキュメンタリー
- 新日本風土記「比叡山」（2018年3月16日、NHK-BS）[43]